# Abbaye de Maredsous
Pour l’article homonyme, voir Maredsous.
L'abbaye de Maredsous est un monastère bénédictin situé à Maredsous, dans la commune de Anhée, en province de Namur (Belgique). Elle a été fondée sous la forme d'un prieuré le 15 novembre 1872 par l'abbaye de Beuron, avec l'appui financier de la famille Desclée, qui fit don des terres, paya les plans et la construction des bâtiments dessinés par l'architecte Jean-Baptiste Bethune.

## Histoire

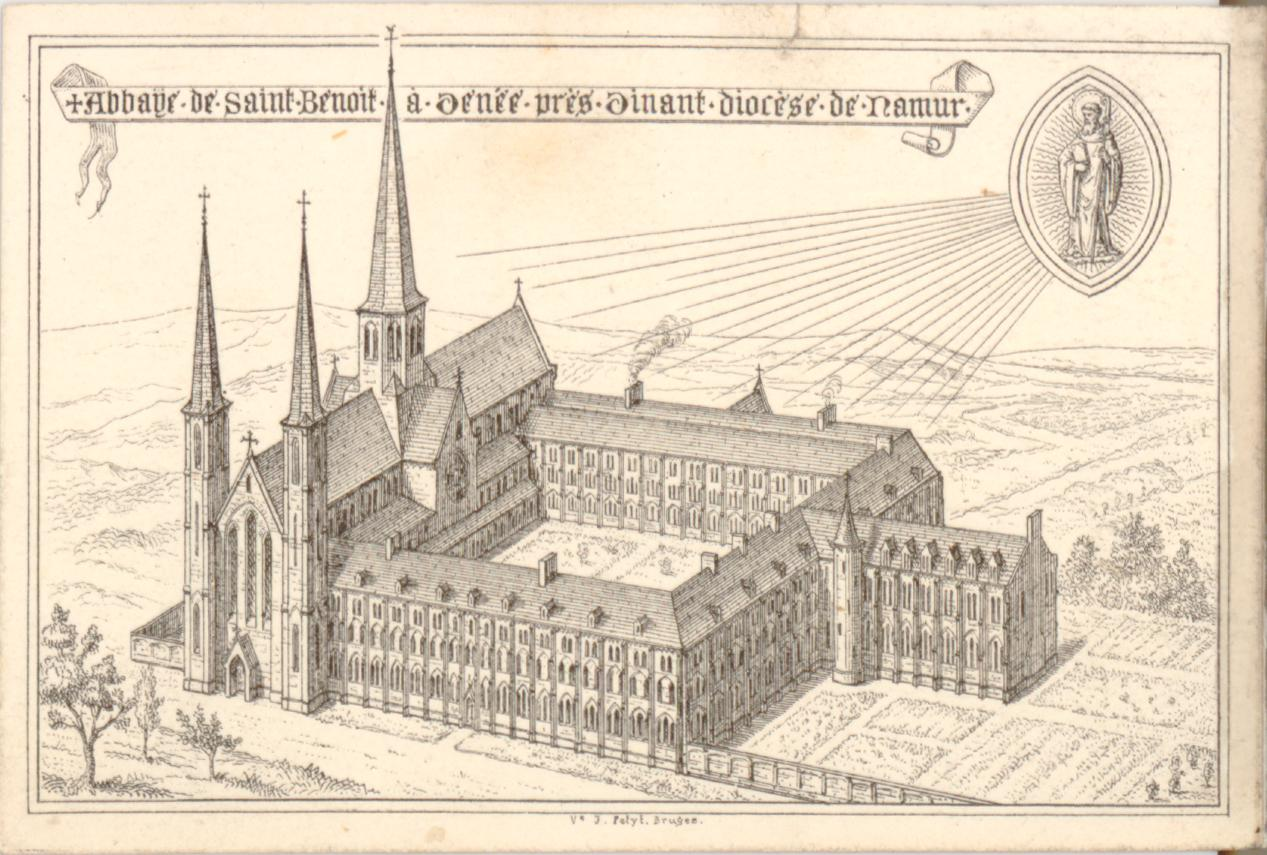
Image imprimée et diffusée à l'occasion de la pose de la première pierre de l'abbaye.

L'abbaye de Maredsous a été fondée le 15 novembre 1872 par l'abbaye de Beuron en Allemagne, fondatrice de nombreuses maisons religieuses, à l'instigation d'Hildebrand de Hemptinne, moine belge à Beuron puis abbé de Maredsous.
La fondation a été soutenue financièrement par la famille des Desclée, riches industriels tournaisiens et catholiques militants ; elle a financé la conception et la construction des bâtiments conçus par l'architecte Jean-Baptiste de Béthune (1831-1894), figure du style néogothique en Belgique. Il opte pour « un style ogival primaire, sévère et répétitif ». Le plan d'ensemble est basé sur celui de l'abbaye cistercienne de Villers du XIIIe siècle à Villers-la-Ville en Brabant wallon. Les fresques ont cependant été entreprises par l'école d'art de Beuron, contre la volonté de Béthune et des Desclée, qui ont rejeté le style Beuron comme « assyro-bavarois »,. La construction a été terminée en 1892.
En 1878, le prieuré de Maredsous est élevé au rang d'abbaye par le pape Léon XIII et fait alors partie de la Congrégation de Beuron. L'abbaye est ensuite affiliée à la congrégation de l'Annonciation au sein de la confédération bénédictine, à partir de 1920. C'est par bref pontifical de Pie XI daté du 13 octobre 1926 que l'église abbatiale a accédé au titre de basilique mineure.
En 2022, l'abbaye fête ses 150 ans.

### Repères chronologiques
Les dates importantes dans l'histoire de l'abbaye sont:

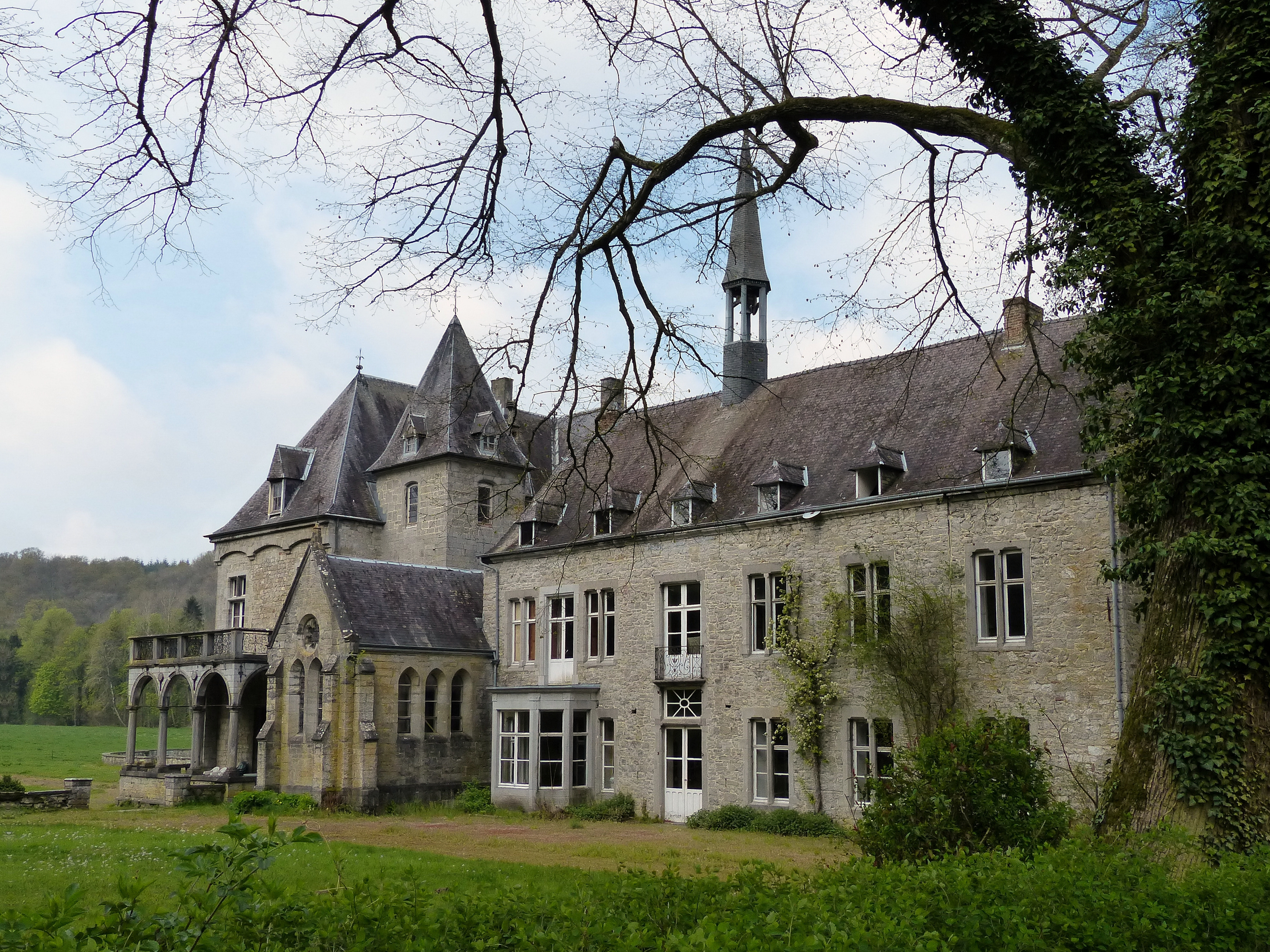
Le château de Maredsous, propriété de la famille Desclée où s'établirent les premiers moines venus d'Allemagne.

- Le château de Maredsous, propriété de la famille Desclée où s'établirent les premiers moines venus d'Allemagne. 1855 (juin-juillet) : Ernst Wolter (futur dom Placide) entre à l'abbaye de Saint-Paul-hors-les-murs à Rome.
- 1863 : Fondation de l'abbaye de Beuron[7].
- 1872 (22 mars) : Premiers contacts entre l'abbaye de Beuron et la famille Desclée dans le dessein de la construction de l'abbaye de Maredsous. (27 juin) : Les moines de Beuron décident officiellement cette fondation. Un prieuré est fondé sous la direction de Dom Maurus Wolter, qui a restauré la vie monastique en Allemagne[7].
- 1878 : Le prieuré de Maredsous est élevé au rang d'abbaye par le pape Léon XIII en 1878 et fait partie de la Congrégation de Beuron[7].
- 1903 : Fondation de l'École de Métiers d'Art de Maredsous[8], où seront formés de nombreux artistes (Jijé, Félix Roulin, Émile Souply, Jean Willame).
- 1920 : Maredsous constitue avec l'Abbaye du Mont-César de Louvain et celle de Abbaye Saint-André de Bruges, la congrégation bénédictine belge de l'Annonciation [8],[9].
- 1922 : Célébration du cinquantenaire de l'abbaye le 15 octobre[8].
- 1927 : Fondation officielle du monastère de Glenstal en Irlande avec six moines belges sous le priorat de Dom Gérard François[10].
- 1944 : Enlèvement par l'armée occupante des cloches le 24 et 27 février. Le bourdon est brisé et emporté par morceaux[10].
- 1947 : Inauguration de la nouvelle bibliothèque le 8 juin. Bénédiction du nouveau bourdon le 6 juillet. Célébration du 75e anniversaire de la fondation de l'abbaye[10].
- 1948 : Construction, à la suite de l'affluence de touristes, d'un centre d'accueil « La Clarière ».
- 1950 : Publication de la première édition de la Bible de Maredsous, traduction modernisée à destination du grand public par Dom Georges Passelecq  (1909-1999) dit Père Paul[11].
- 1956-1957 : Transformation de l'intérieur de l'église. Le maître-autel est consacré le 19 août 1958[10].
- 1958 : Fondation au Rwanda du monastère de Gihindamuyaga, inauguré officiellement le 6 avril 1959[10].
- 1963 : La dépouille mortelle de Dom Columba Marmion est transférée de la crypte du cimetière dans une chapelle latérale de l'église à la suite de l'ouverture de l'enquête diocésaine en vue de sa béatification[12].
- 1964 : L'école d'Art Saint-Joseph est transférée à Namur, où elle fusionne avec l'IATA[12].
- 1966 : Fondation du monastère Saint-Jean-l'Évangéliste à Quévy[12].
- 1971 : Création du Centre Grégoire Fournier dans les bâtiments de l'ancienne École des Métiers d'Art[12].
- 1996 : L'École abbatiale s'appelle désormais le collège Saint-Benoît, s'ouvre à l'externat et à la mixité[12].
- 2000 : Le 3 septembre : béatification du P. Abbé Columba Marmion à Rome par le pape Jean Paul II[12].

## Supérieurs et abbés de Maredsous
Les supérieurs et abbés de Maredsous depuis 1872 sont:
- 1872-1874 : Jean Blessing, Supérieur
- 1874-1876 : Placide Wolter, Prieur
- 1877-1878 : Gérard van Caloen, Prieur
- 1878-1890 : Placide Wolter, Abbé
- 1890-1909 : Hildebrand de Hemptinne, Abbé
- 1909-1923 : Bhx Columba Marmion, Abbé (Béatifié par Jean-Paul II le 3 septembre 2000)
- 1923-1950 : Célestin Golenvaux, Abbé
- 1950-1968 : Godefroid Dayez, Abbé
- 1968-1969 : Olivier du Roy, Prieur
- 1969-1972 : Olivier du Roy, Abbé
- 1972-1978 : Nicolas Dayez, Prieur
- 1978-2002 : Nicolas Dayez, Abbé
- 2002-2024 : Bernard Lorent, Abbé
- 2024-présent : François Lear, Abbé.

## Patrimoine

### Patrimoine architectural

#### L'église abbatiale
L'église abbatiale est construite à partir de 1877 jusqu'en 1887, de style néo-gothique comme tous les bâtiments de l'abbaye, par l'architecte le baron Jean-Baptiste Bethune dans les styles des abbayes de Villers-la-Ville et d'Aulne. Le 12 octobre 1926 un bref du pape Pie XI érige l'abbatiale en rang de basilique. Aménagée et profondément transformée par l'architecte Roger Basin en 1956 et 1957 par la liturgie promue au concile Vatican II. L'autel fut placé face à l'assemblée à la croisée des transepts, au-dessus de la chapelle précédant la crypte. Par la suite le mobilier néo-gothique disparait et les murs sont blanchis.

Vues de l'église abbatiale.
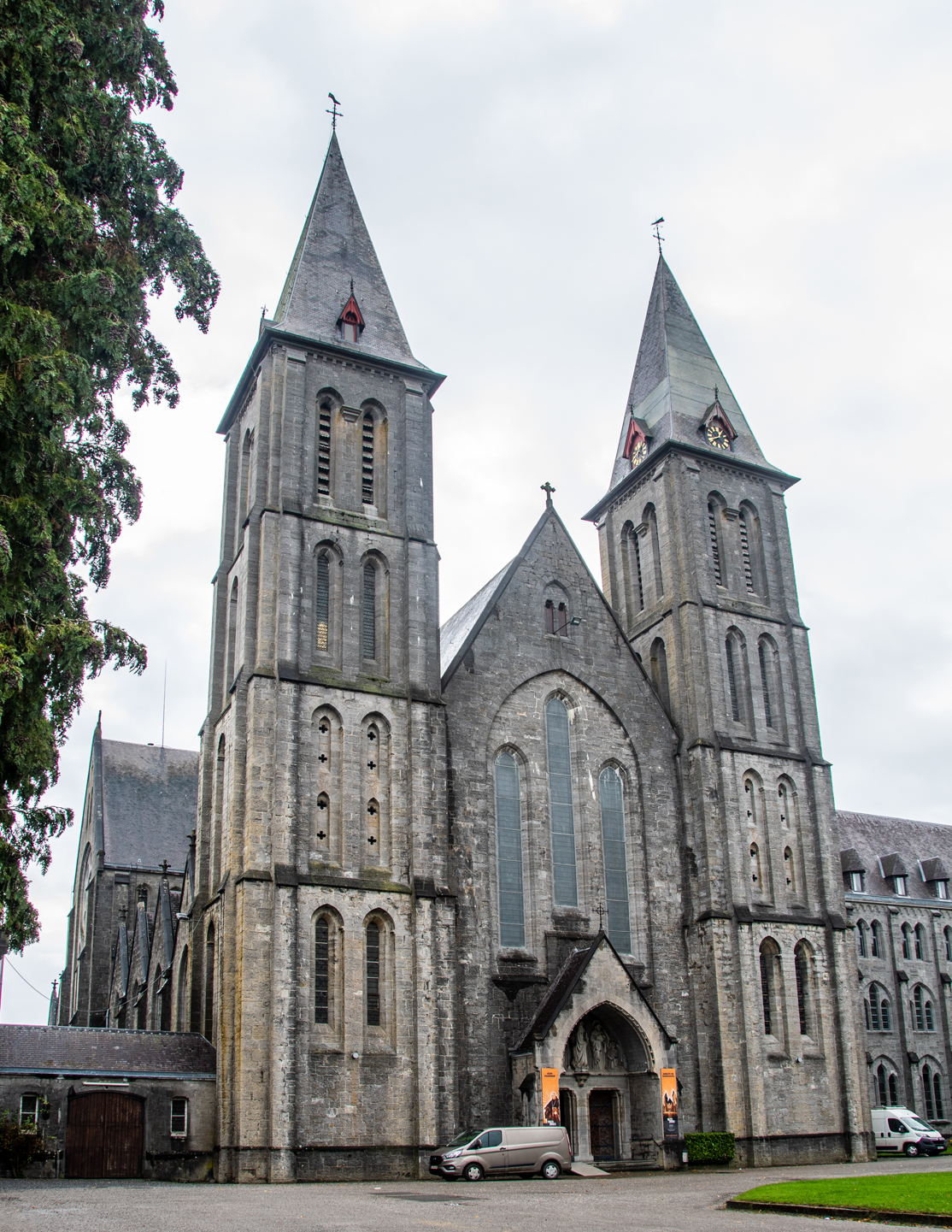
Vue de la basilique.
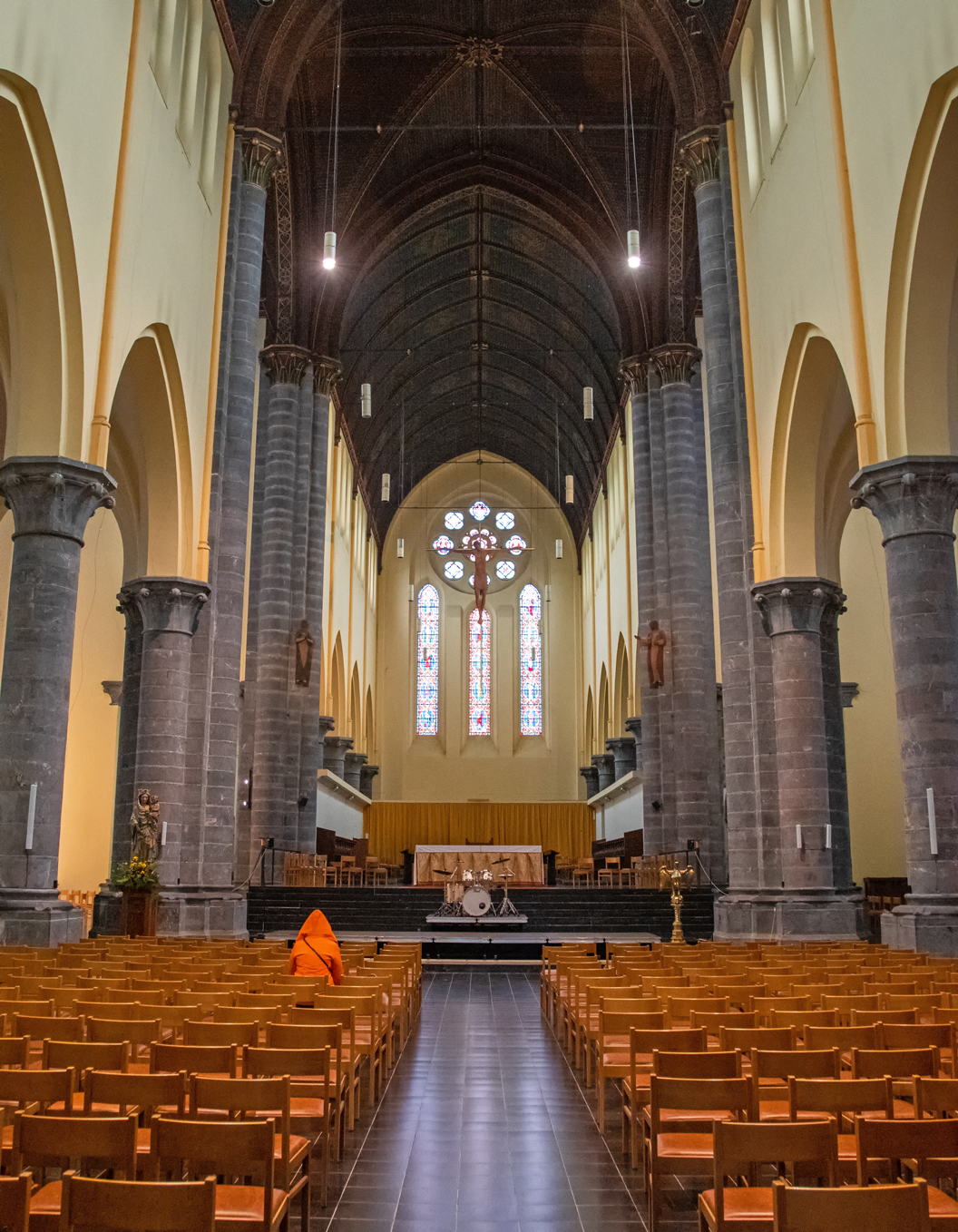
Vue vers le chœur.
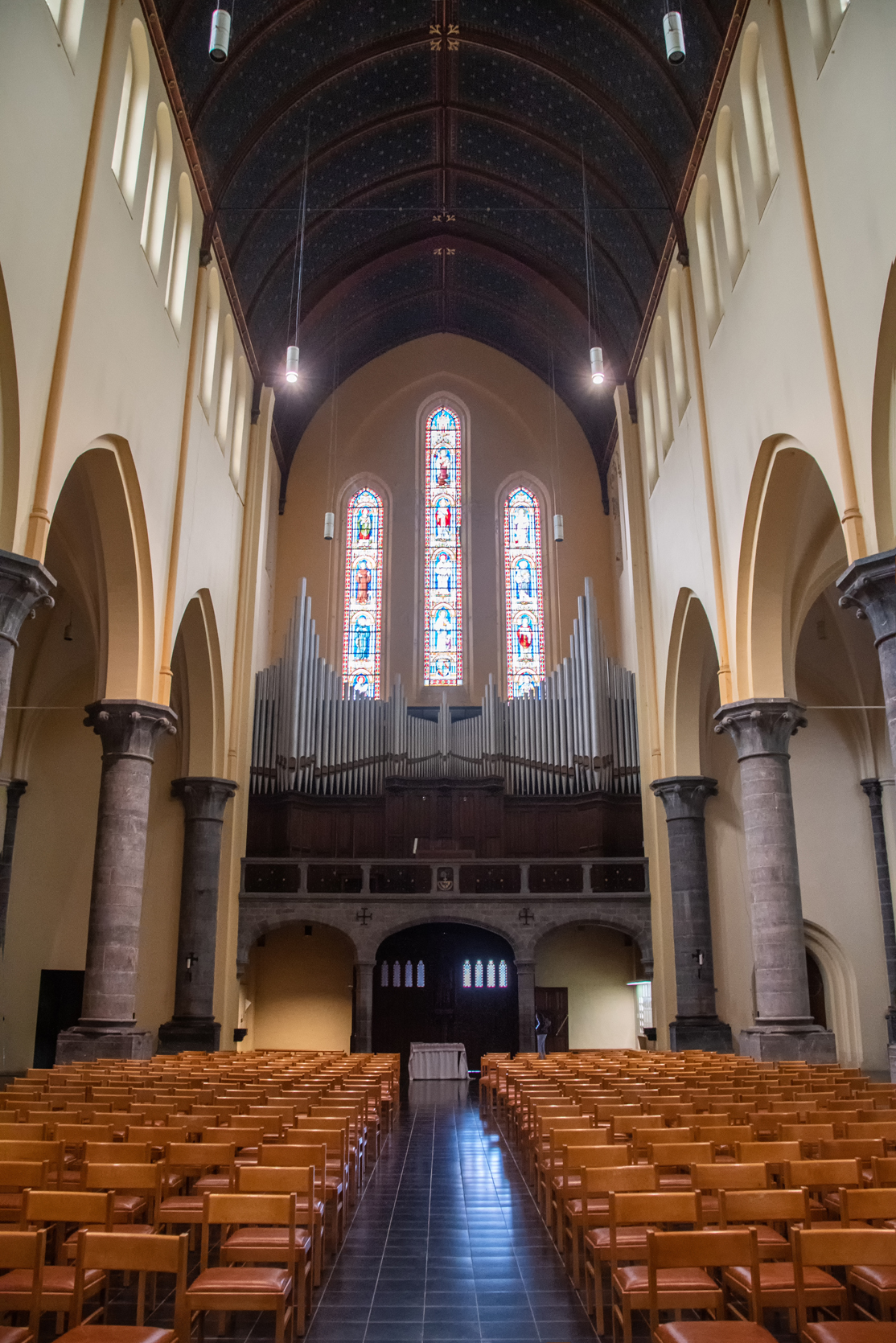
Vue sur le buffet des orgues.
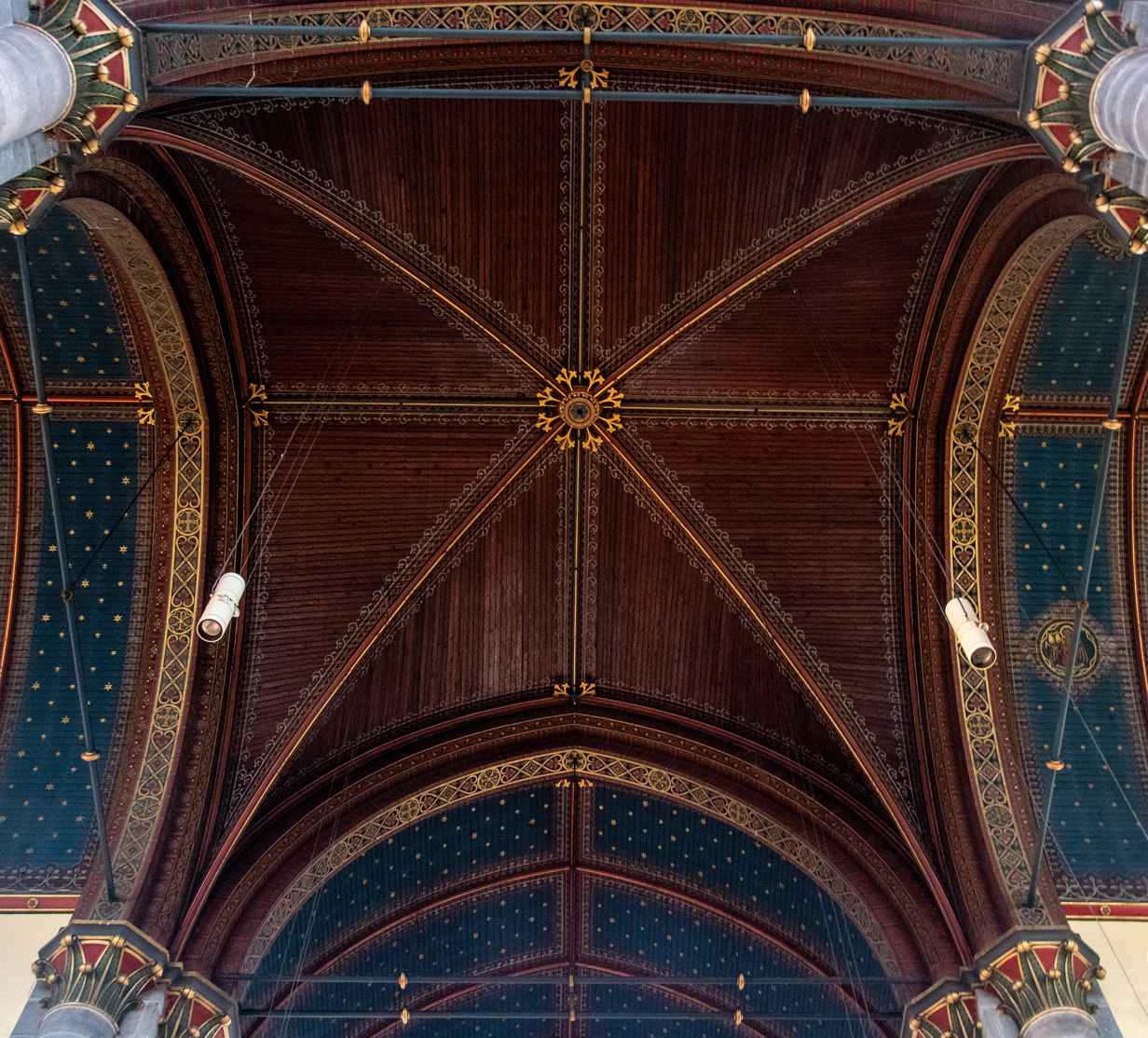
La voûte de la croisée des transepts.
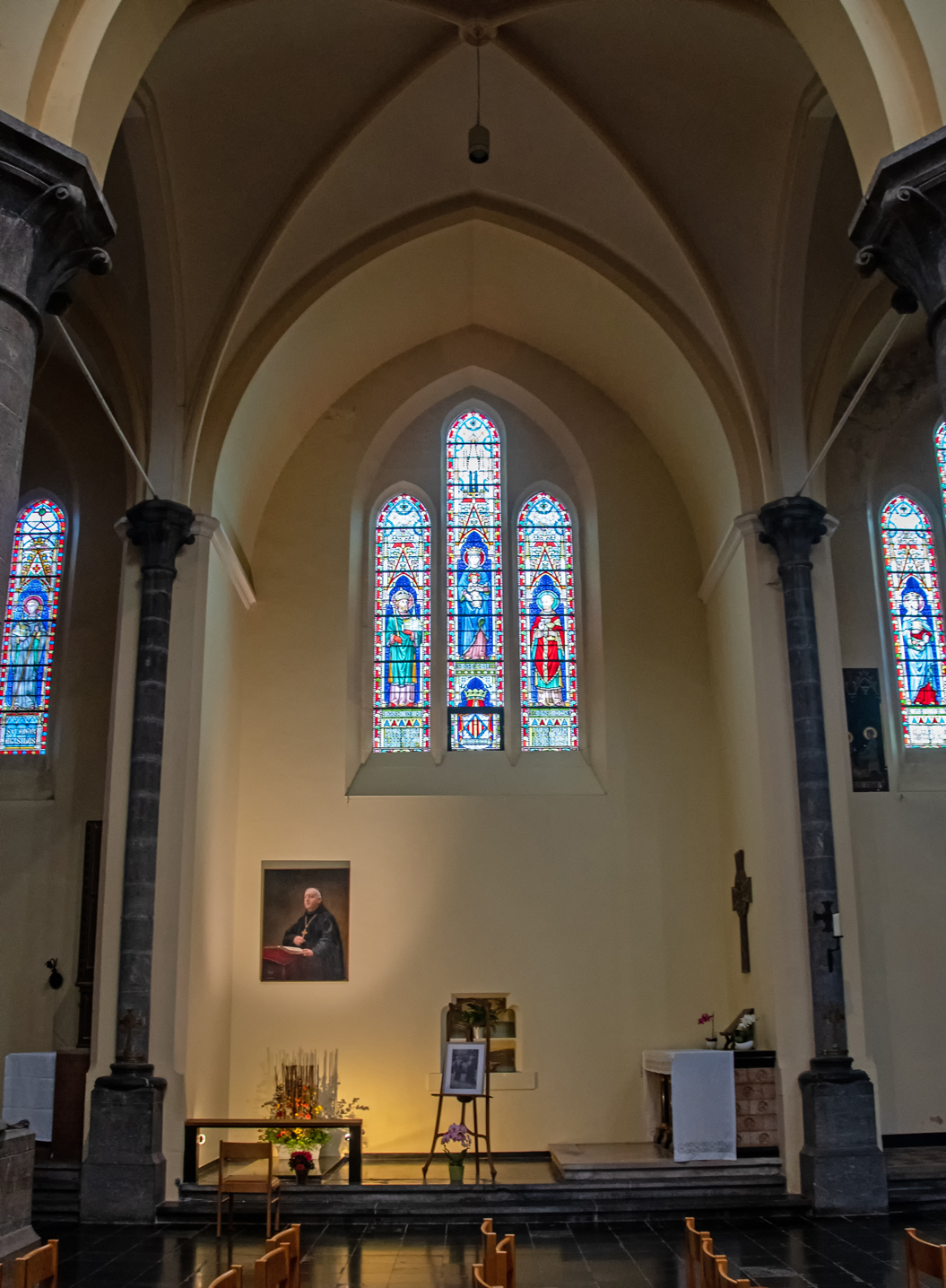
Vitraux dans l'église.
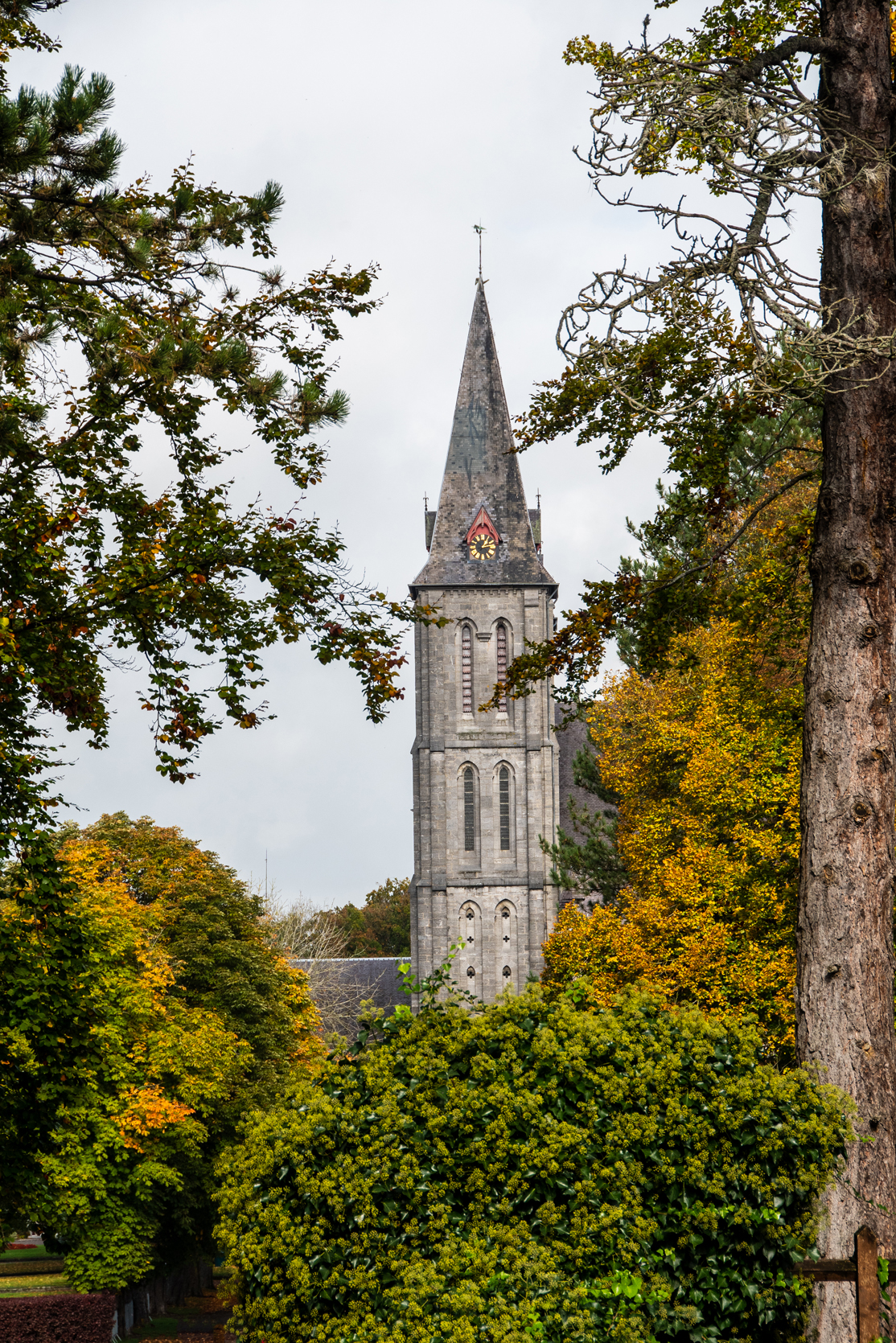
Le clocher.

#### Le collège Saint-Benoît
Les premiers leçons sont dispensées à huit jeunes élèves le 3 novembre 1881. Ils sont provisoirement installés dans le petit bâtiment à l'entrée de l'abbaye qui abritait les forges et ateliers. Dès 1883 s'ouvre un nouveau chantier, les plans retenus sont tracés par Jean-Baptiste Bethune et des croquis de dom Hildebrand de Hemptinne et d'Arthur Verhaegen. L'école est inaugurée en octobre 1884 et entièrement terminée en 1886. Une extension est érigée en 1910 et 1912 par Pierre Langerock. Elle a été sensiblement modifiée par l'architecte Jean Potvin en 1983, qui l'a partiellement coiffée de deux nivaux de chambres sous une toiture plate. 

Le collège Saint-Benoît.
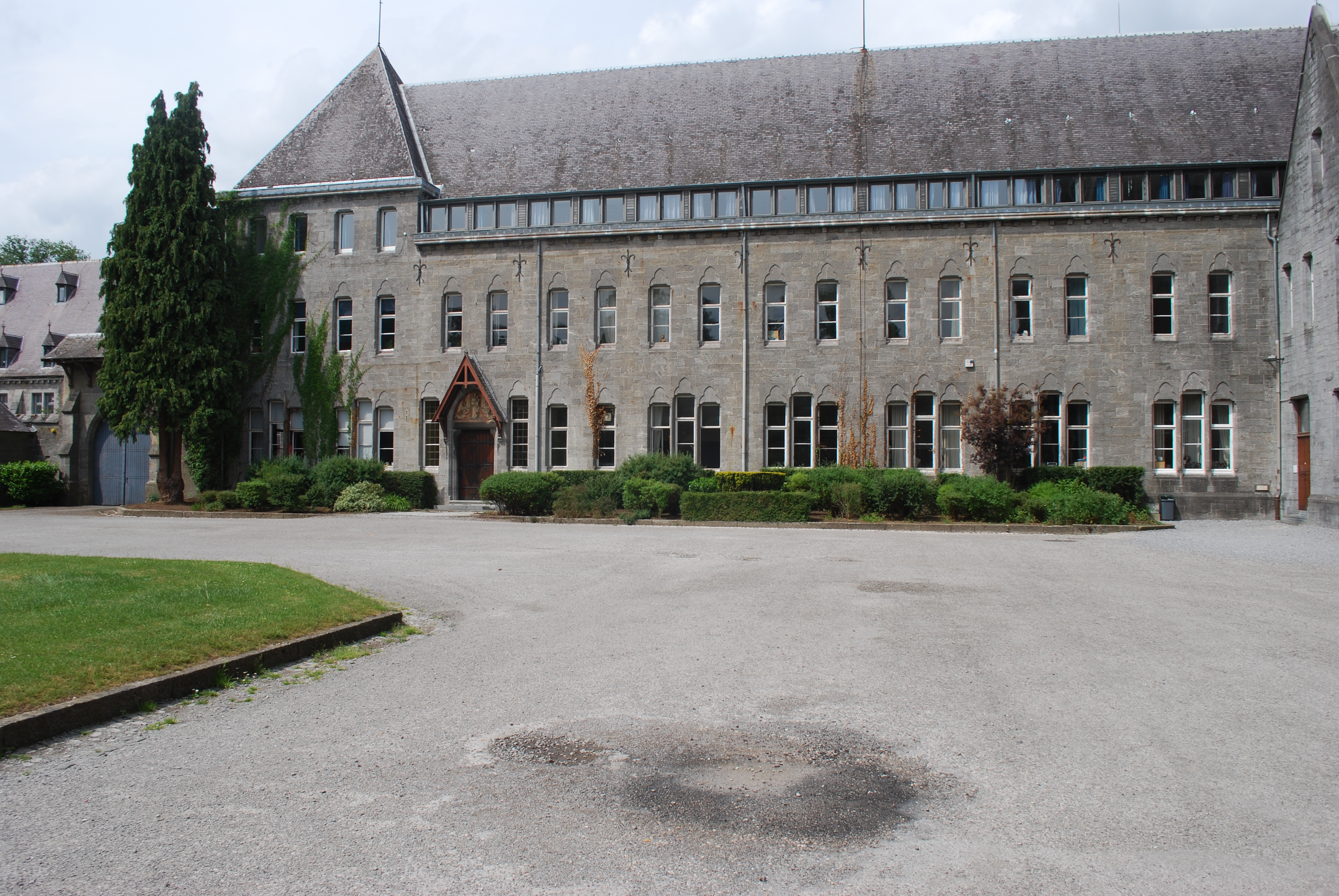
Le collège Saint-Benoît, l'aile est.
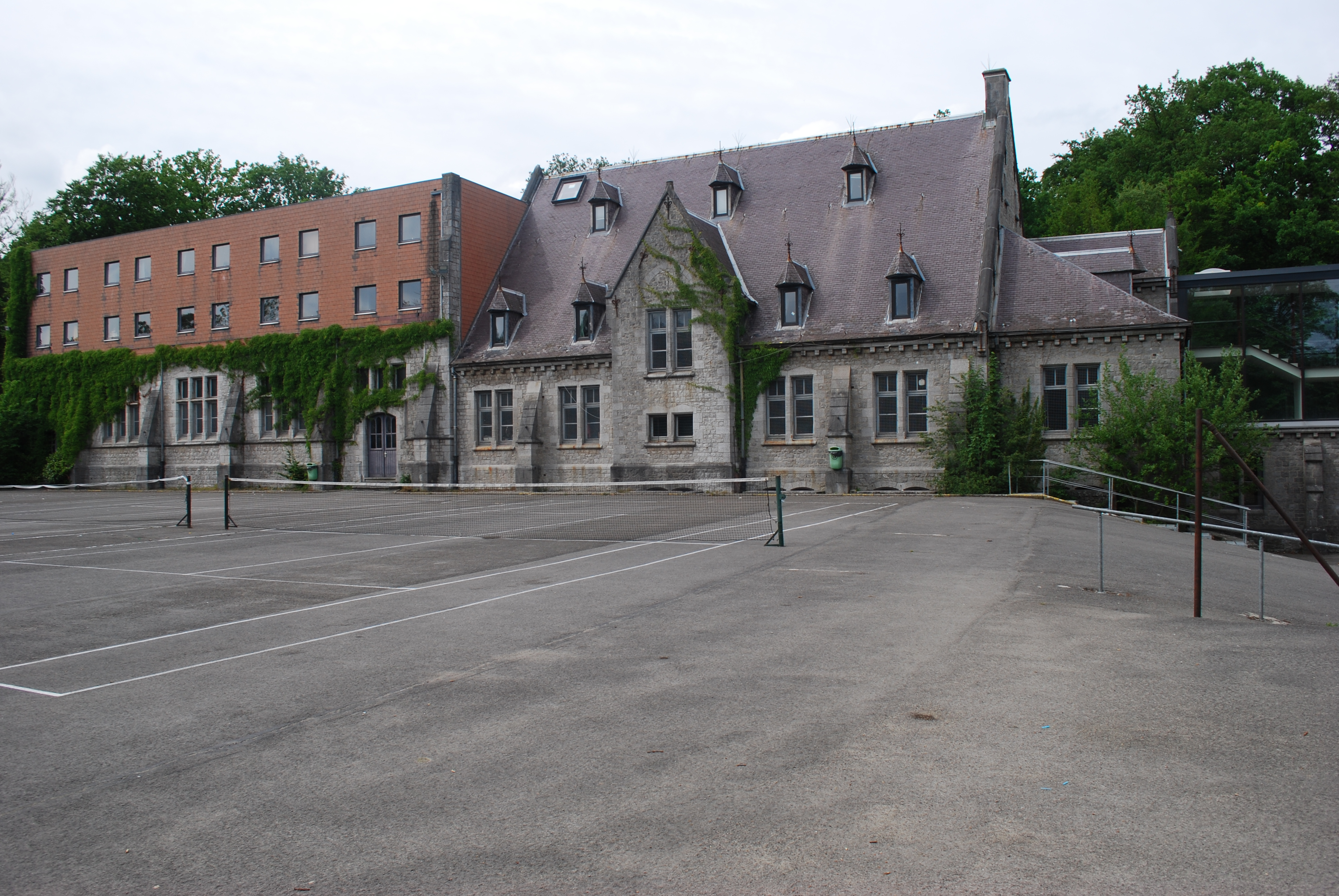
Le collège Saint-Benoît, l'aile ouest avec les courts de tennis.
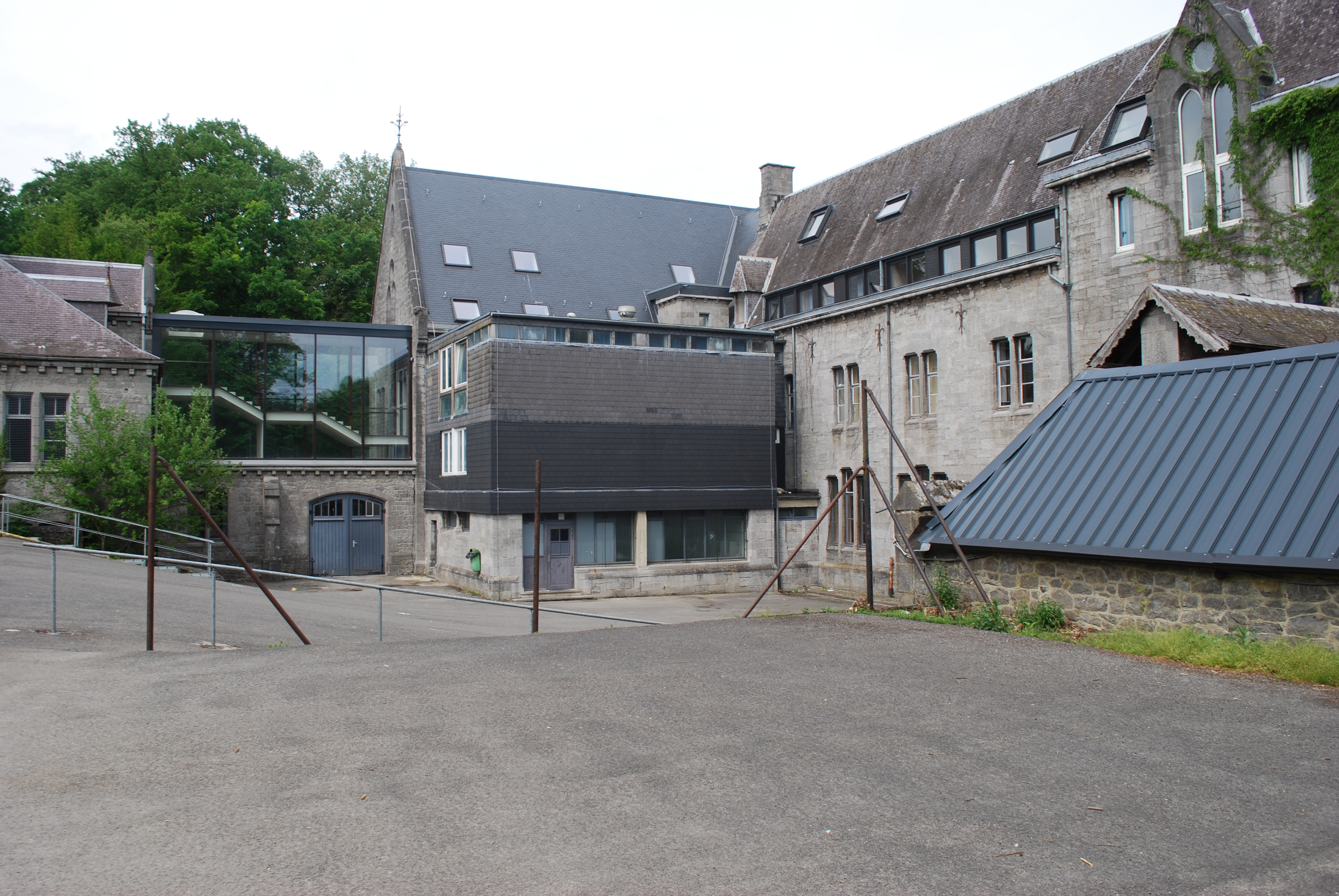
La cour du collège.
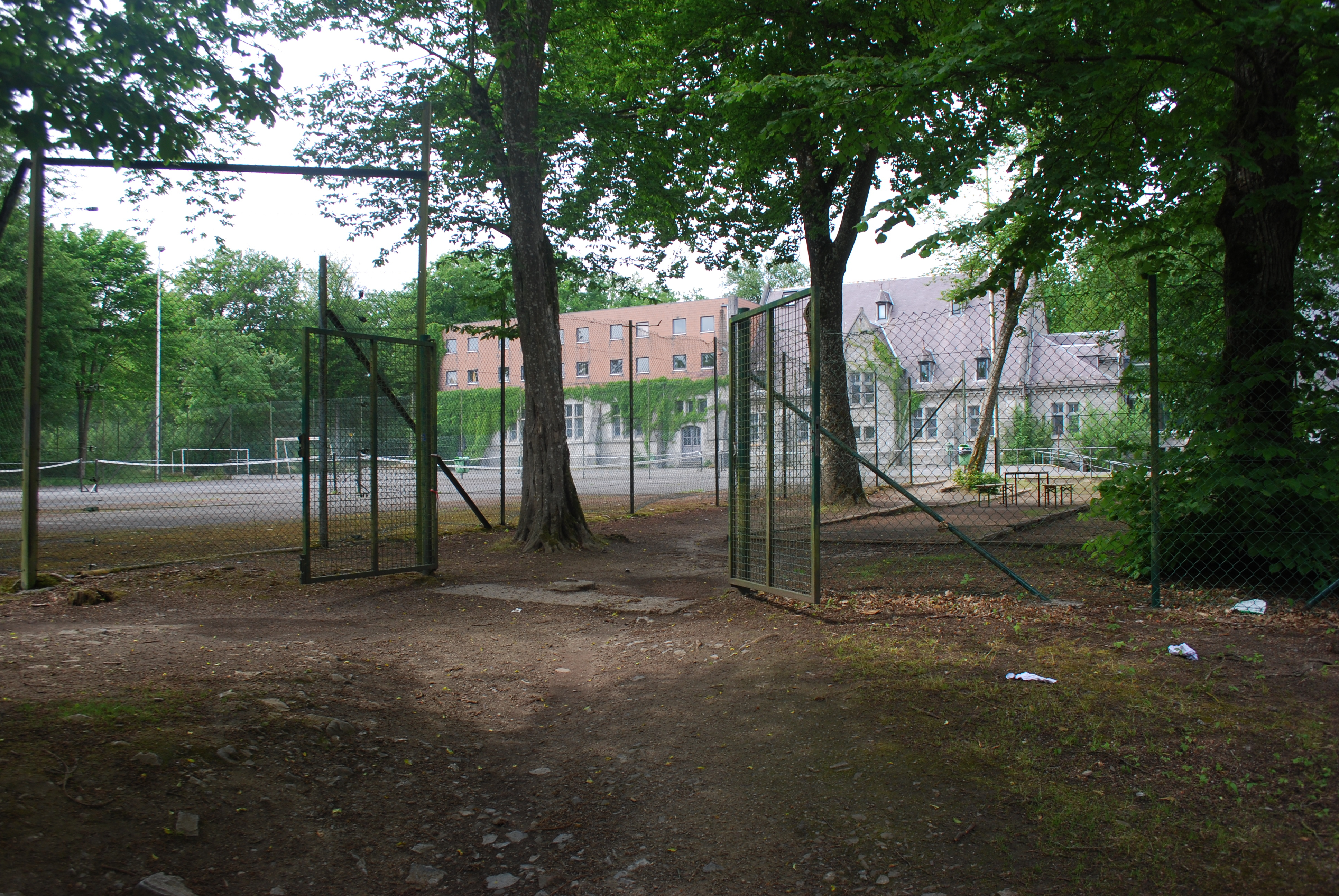
L'entrée du collège.
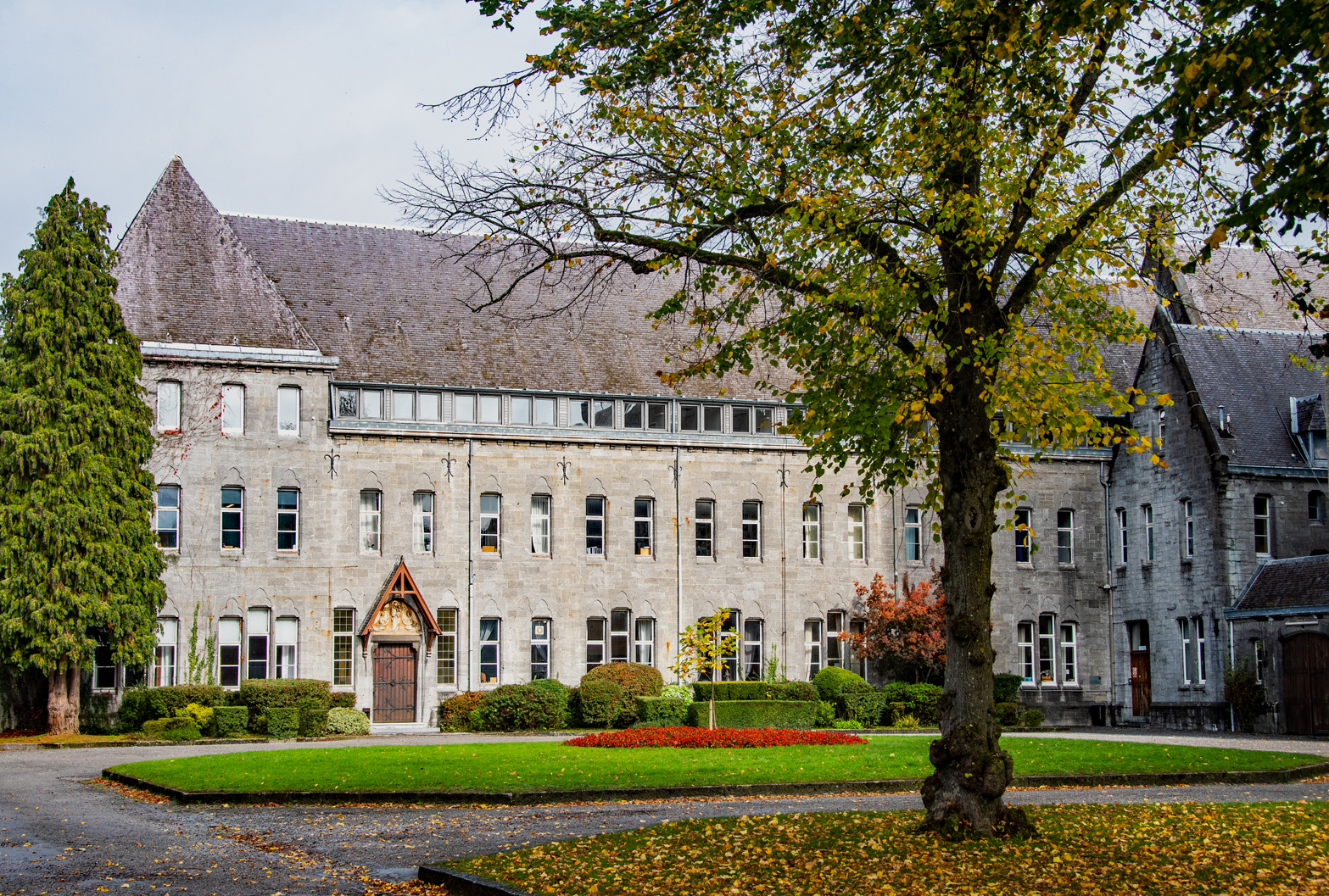
Le collège vu de l'esplanade de l'église.

#### L'école des métiers d'art, actuellement le centre Saint-Joseph
Ces ailes ont été construites de 1900 à 1903 suivant les plans de dom H. de Hemptinne et d'Émile Henseval. Ouverte en octobre de cette année-là, l'école rencontre un énorme succès. En 1907-1908, les ailes abritant de nouveaux ateliers sont bâties d'après les plans du Père Sébastien Braum. Après la Première Guerre mondiale, en 1919, s'ouvraient les ateliers d'art. L'école a fermé ses portes en 1964, le bâtiment connaît des affectations sporadiques avant d'être entièrement restauré en 1995-1996 par le bureau d'architecture GUS (F. Terlinden, O. Peeters, R. De Backer). Les bâtiments abritent désormais le centre d'accueil Saint-Joseph, qui regroupe librairie, local audio-visuel, magasin de souvenirs, cafétéria, musée d'histoire naturelle et locaux d'expositions. 

Vue du centre Saint-Joseph.
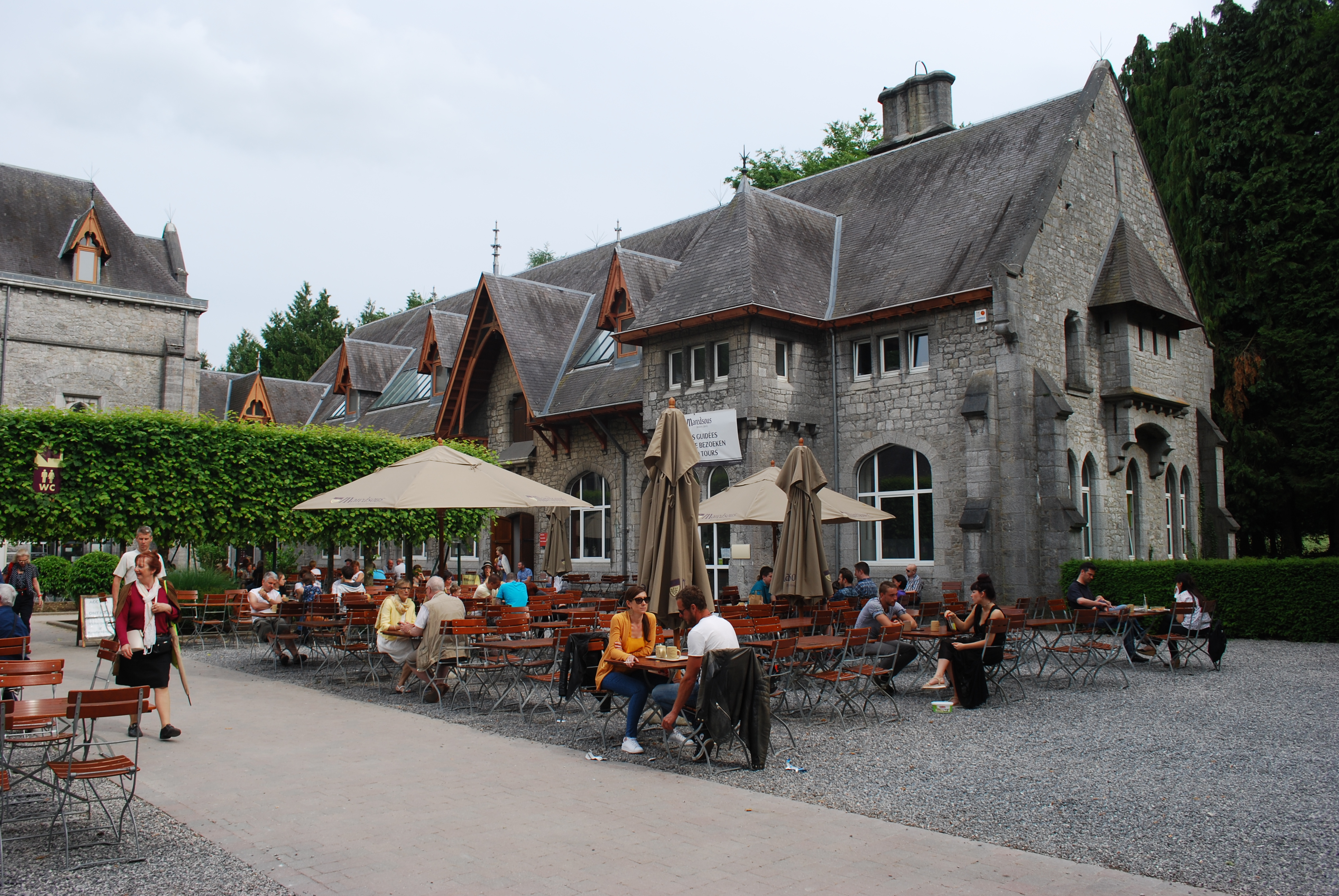
Les terrasses du centre Saint-Joseph.
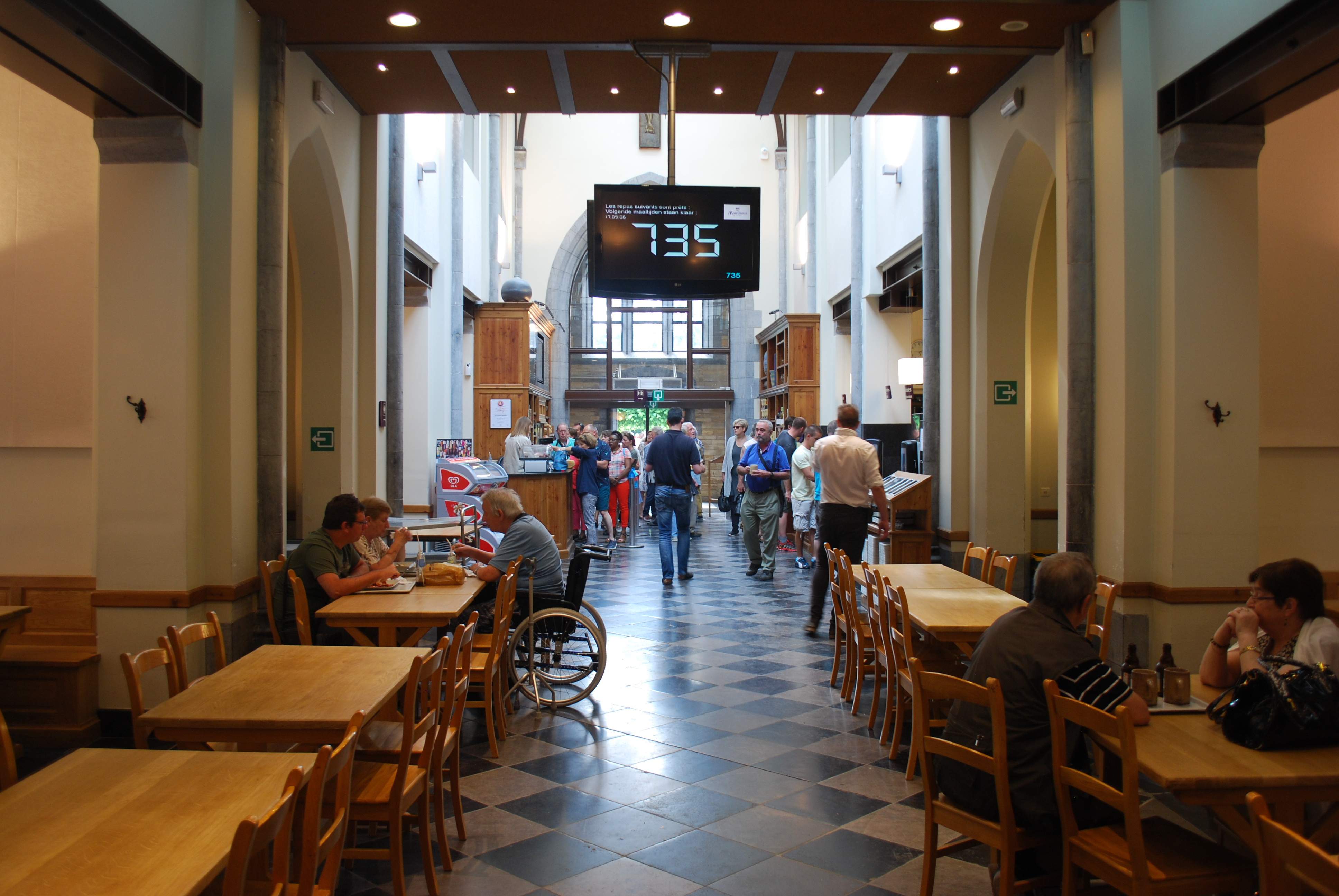
Vue de l'intérieur du centre Saint-Joseph depuis le cafétéria.
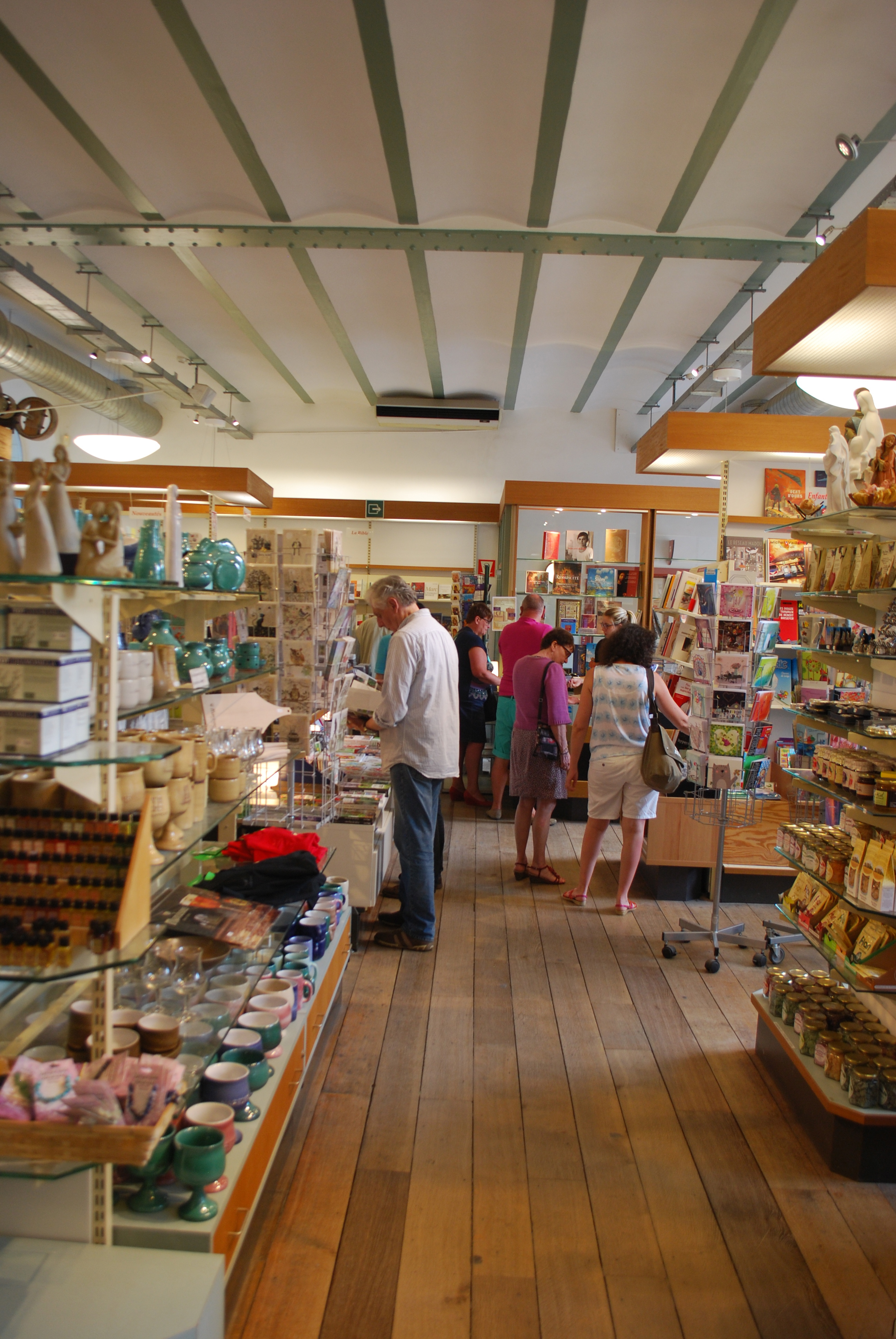
Le magasin de souvenirs.
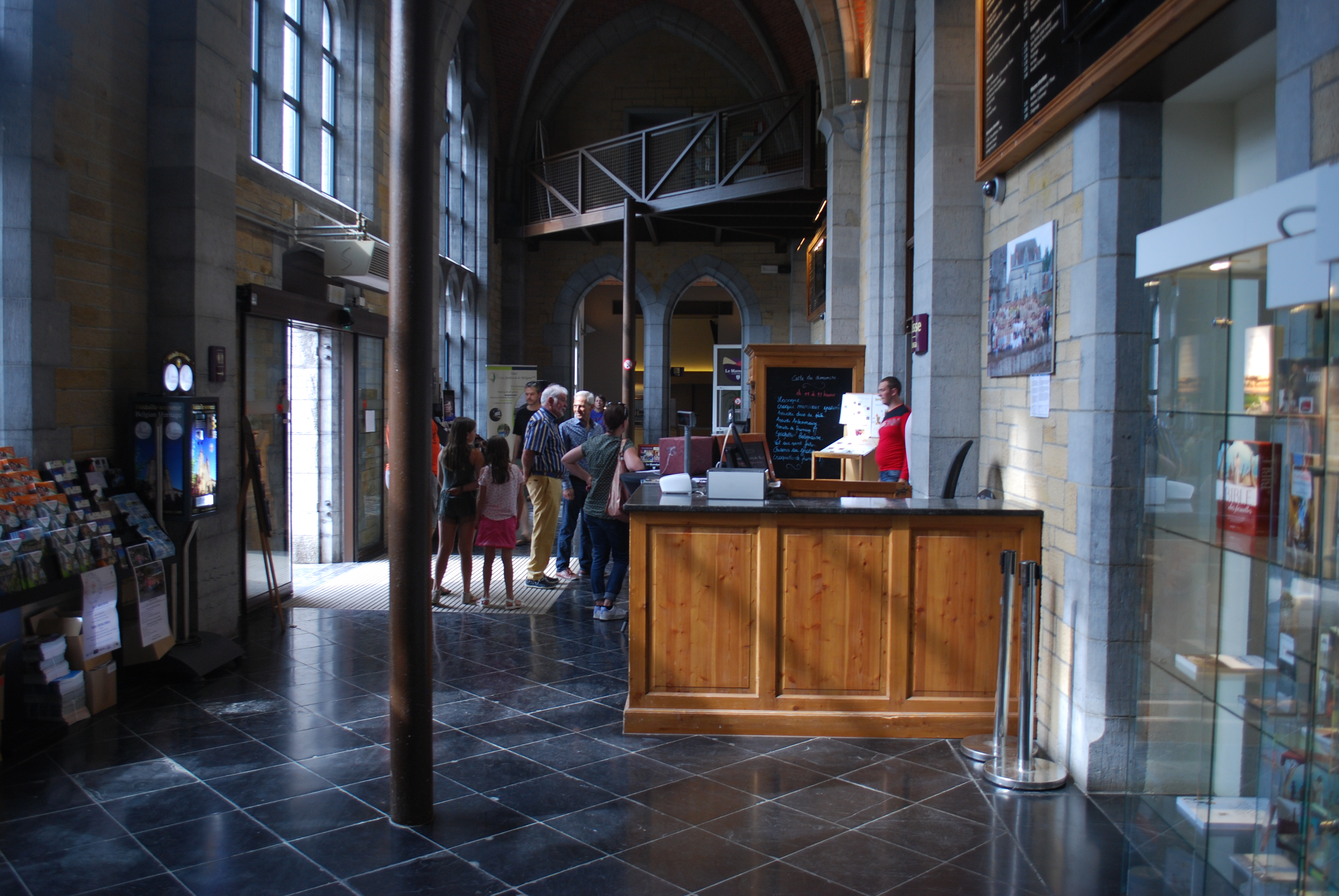
Le hall du centre Saint-Joseph.

### Patrimoine artistique
L'abbaye possède dans l'église abbatiale une œuvre de San Damon, créateur de l'oniroscopisme. Il s'agit d'une Cène, "la Cène en 13 actes", certifiée par le Vatican, comme étant la seule de l'histoire à être traitée et vue de cette façon. En effet, il s'agit d'un point de vue depuis chacun des apôtres et depuis l'endroit où se trouvait Jésus Christ. La tragédie se joue là, tant sur la forme que sur le fond. La Cène, le dernier repas du Christ est abordée ici de manière inattendue. En effet, si ce tableau, ou sa représentation, a souvent été traité et bien avant De Vinci, il ne l’a jamais été en prenant comme axes de point de vue ceux des apôtres et l’évolution presque en temps réel de leurs réactions, une conscience et une intuition de chacune des personnes prises au vif. Cette traduction historique de cet acte primordial dans l’histoire de l’humanité réunit ici, sans nul doute parce que les personnages sont de notre époque, une symbolique toute particulière. Le temps n’est plus en suspens comme il l’est dans les autres œuvres traitant de ce sujet, mais au contraire il s’écoule au fur et à mesure qu’on l’observe. Les deux doubles triptyques qui accompagnent la Cène centrale permettent d’entrer de plain-pied dans l’instant, dans les minutes qui s’écoulent après que Jésus a dit à ses disciples conviés ces mots : « En vérité je vous le dis, l’un de vous me trahira ».

## Aspects artistiques et culturels

### Aspects patrimoniaux
L'abbaye a été construite entre 1872 et 1881 par l'architecte Jean de Béthune en style néogothique. Quelques bâtiments, depuis lors, ont été adjoints aux premiers : école abbatiale (1881), école des métiers d'art (1903), bibliothèque (1947) et centre d'accueil (1948). L'abbaye est intégrée dans la société contemporaine, ayant organisé son économie en fonction des exigences du sacré et des besoins de la communauté. C'est à la fois un centre d'enseignement et un centre d'artisanat d'art et d'édition.

### Éléments architecturaux et artistiques

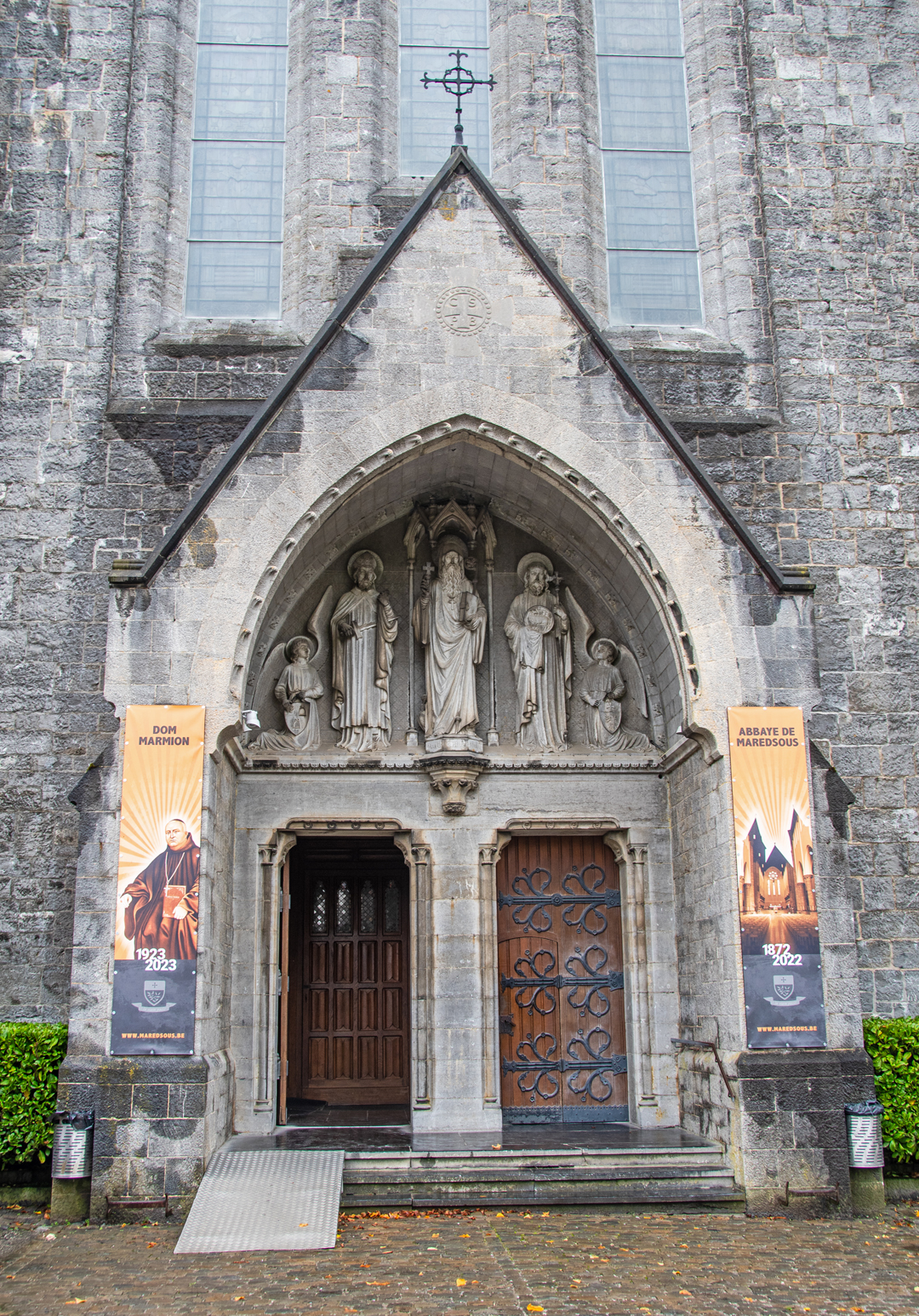
Porte d'entrée de l'église abbatiale.

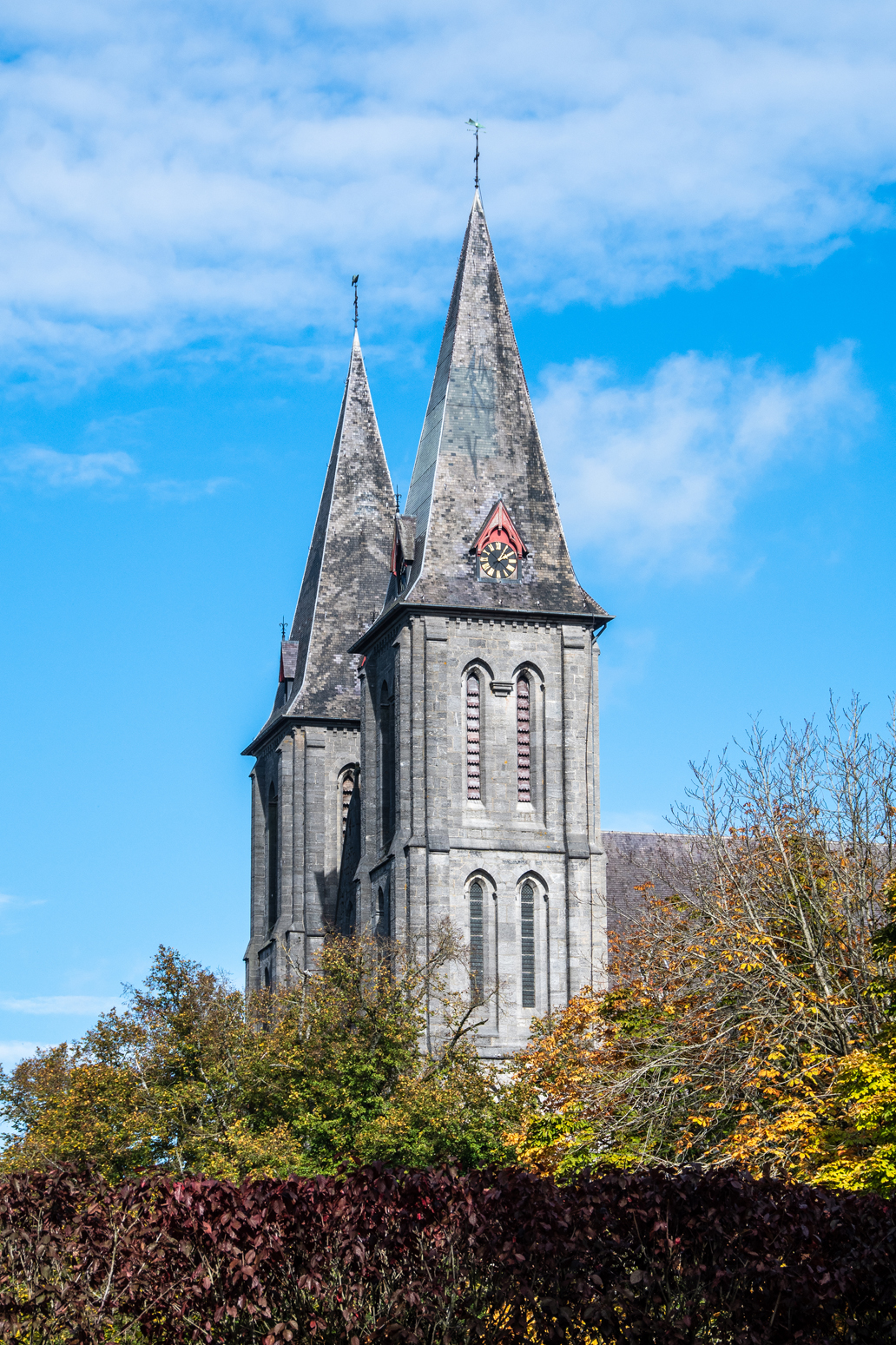
Les clochers de l'église abbatiale (1880 et 1881 tour sud et 1880, 1890 et 1891 tour nord)..

L'ensemble a été édifié au moyen de matériaux d'origine locale. Il est axé sur une basilique que signalent deux tours de 54 m de haut et dont le vaisseau, long de 76 m et large de 28 m, est éclairé par des vitraux réalisés, pour la plupart, par le maître-verrier Colpaert. On y remarque un grand Christ en chêne du sculpteur Williame, une statue de saint Benoît en bois du XVIIe siècle, de grandes peintures murales, de belles grilles en fer forgé — œuvre des moines — et le maître-autel avec ciborium,.

### Index des artistes
Liste chronologique des artistes ayant travaillé à l'abbaye de Maredsous, ou dont une œuvre s'y trouve.
- Jean-Baptiste Bethune (1821–1894), architecte.
- Jules Helbig (1821-1906), peintre.
- San Damon (1972-), photographe-plasticien.

### Aspects culturels
Si certains fromages de Maredsous sont réellement affinés dans la cave d'affinage du monastère même, la bière dénommée « bière de Maredsous » n'est pas brassée au monastère, l’abbaye en ayant confié la production et la commercialisation à la brasserie Duvel Moortgat située en Région flamande.

## Tourisme

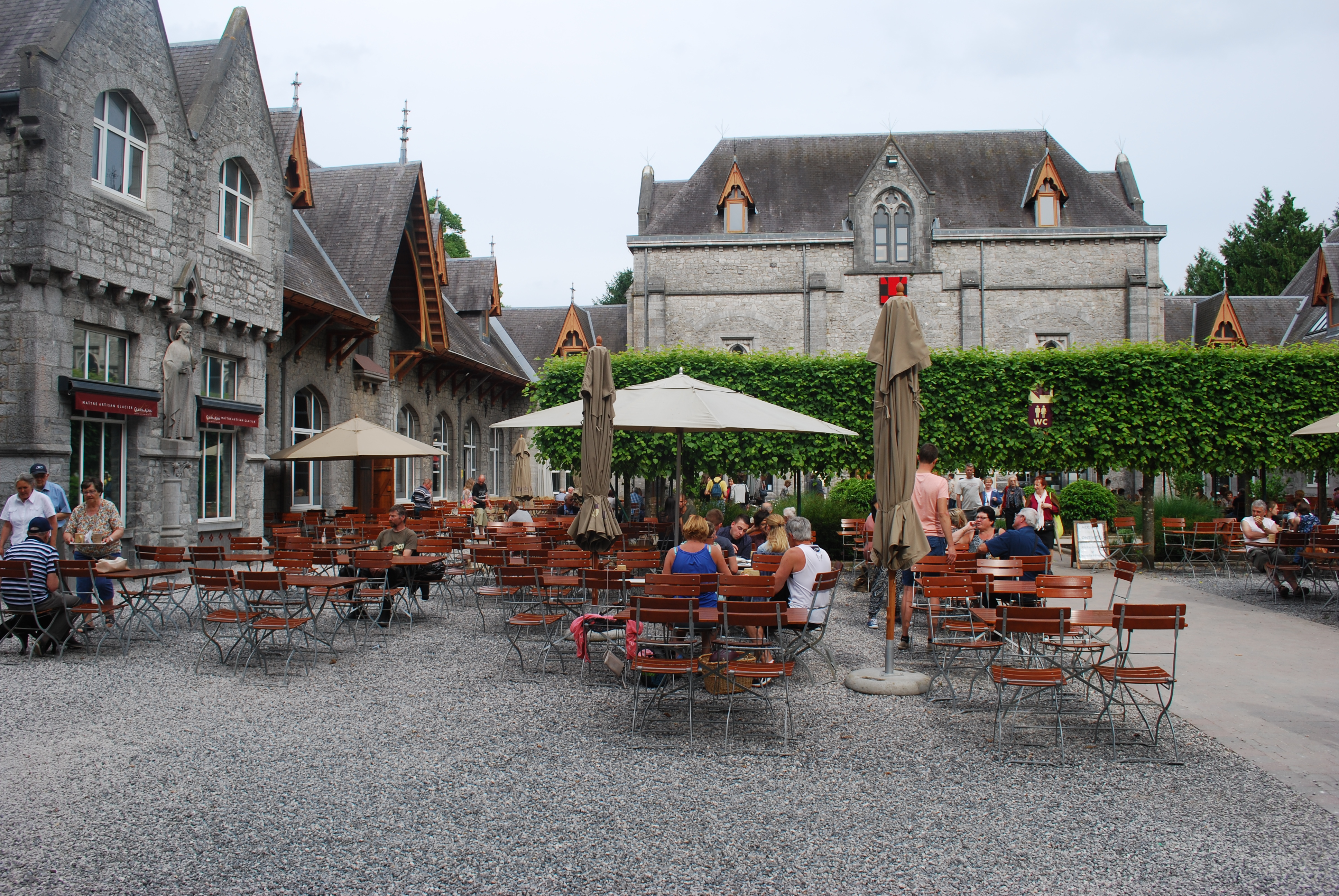
Le centre Saint-Joseph aménagé en 1995 et 1996 dans l'ancienne école d'art construite en 1903.

Avec plus de 400 000 visiteurs par an, l'abbaye est l'une des cinq attractions touristiques les plus fréquentées de Wallonie.
Le chemin menant à l'abbaye est propice au pèlerinage, aux randonnées ou aux rallyes. Le Centre d'accueil Saint Joseph comprend un restaurant, une plaine de jeux, une boulangerie, un magasin de souvenirs et des visites guidées. De plus, un service d'hôtellerie accueille toute personne pour de courts séjours. NB: en transports en commun, l'accès s'effectue depuis la gare de Namur par le bus 21.

### Événements
Chaque mois de juillet et août se déroule le village provençal et le marché artisanal et gourment et au mois de juillet. Fête de la Saint-Hubert avec bénédiction des animaux. L'abbaye organise depuis 2012 un marché de noël. Un tulipier ( Liriodendron tulipifera) a été planté au centre de la cour pour fêter le 100ème anniversaire des scouts Lonescout dont l'abbaye en est le berceauoffert par le paysagiste Emmanuel d'Hennezel, ancien Lonescout.

## Galerie

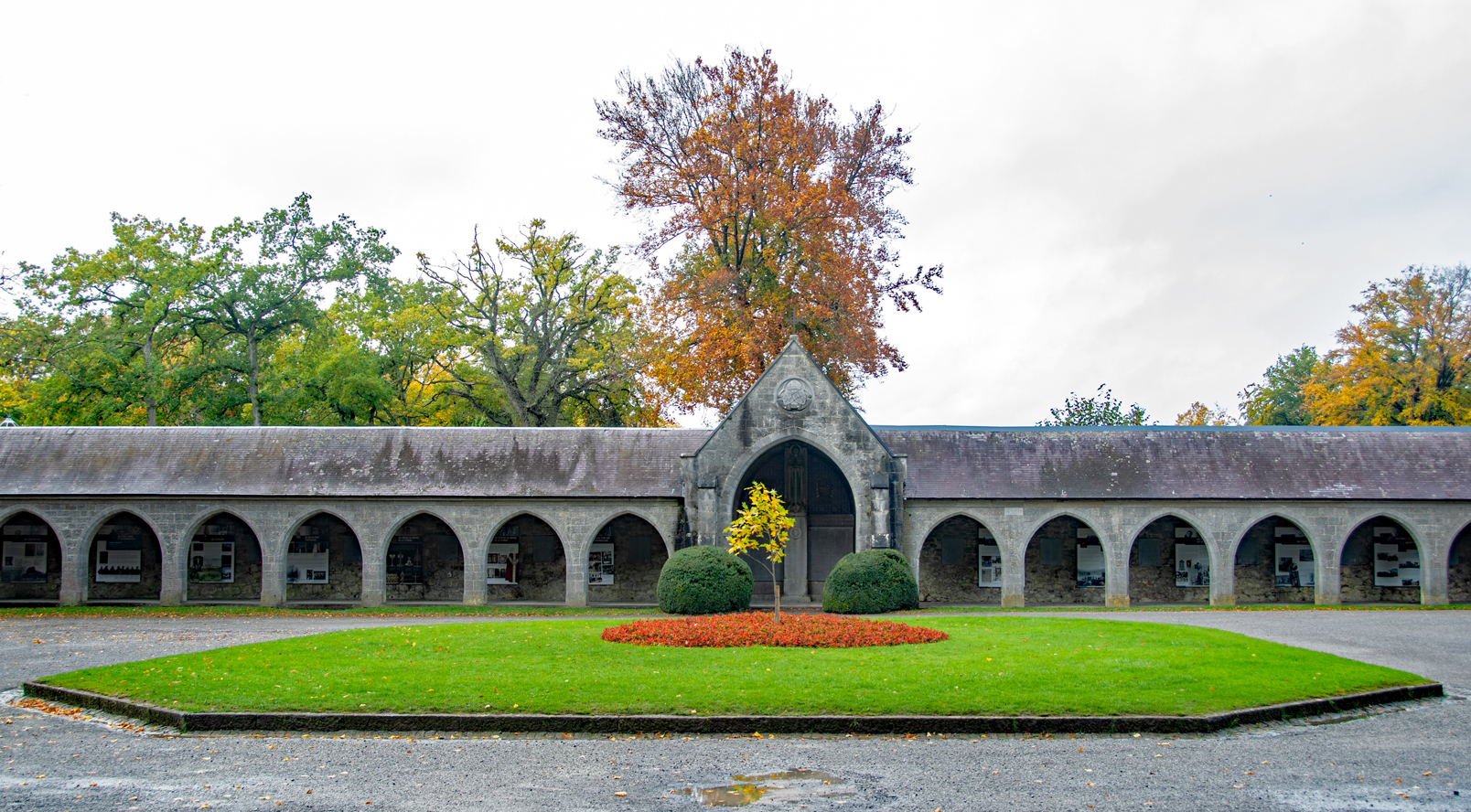
Le portique et les arcades érigés en 1925[29].
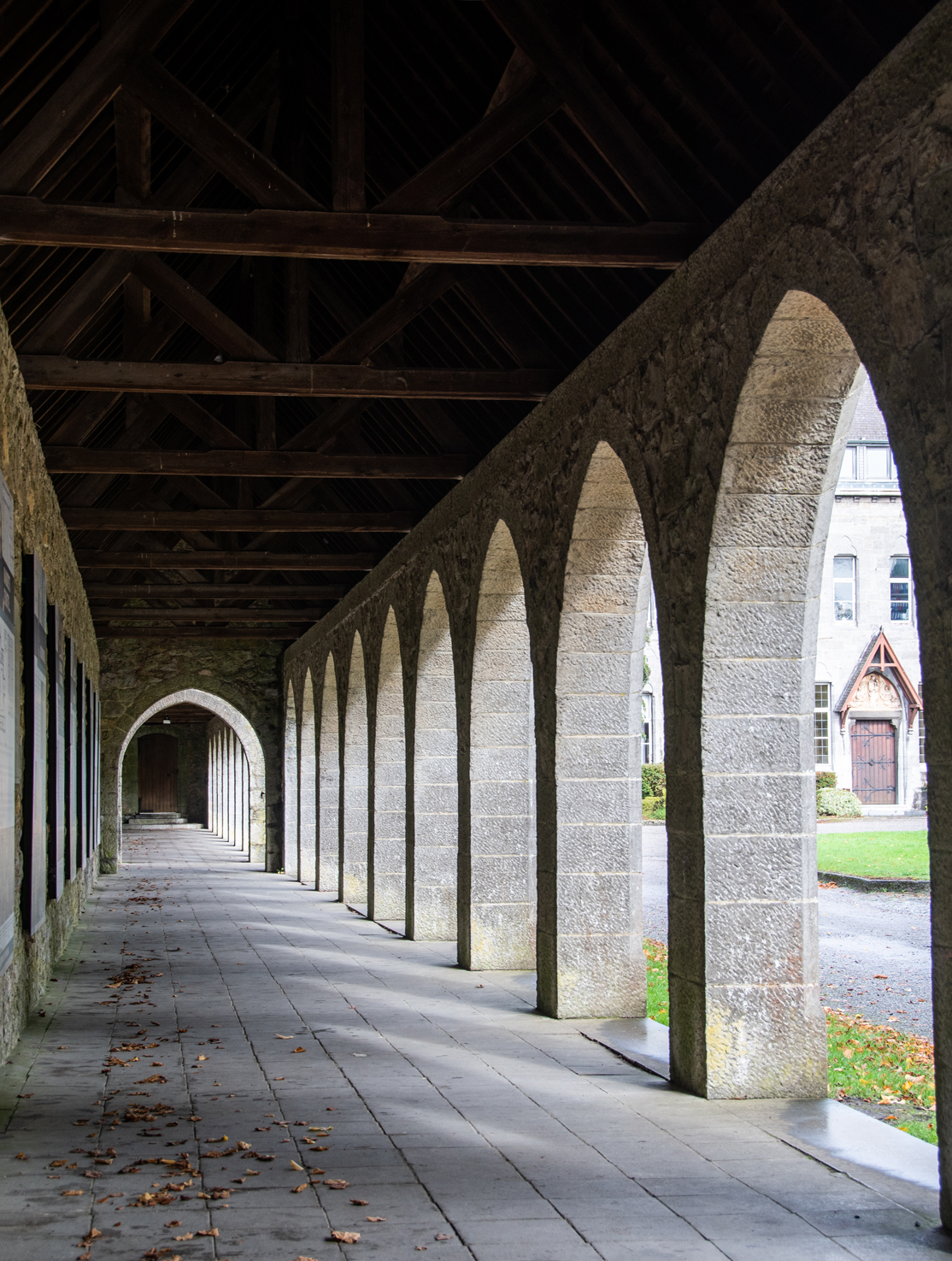
Les arcades.
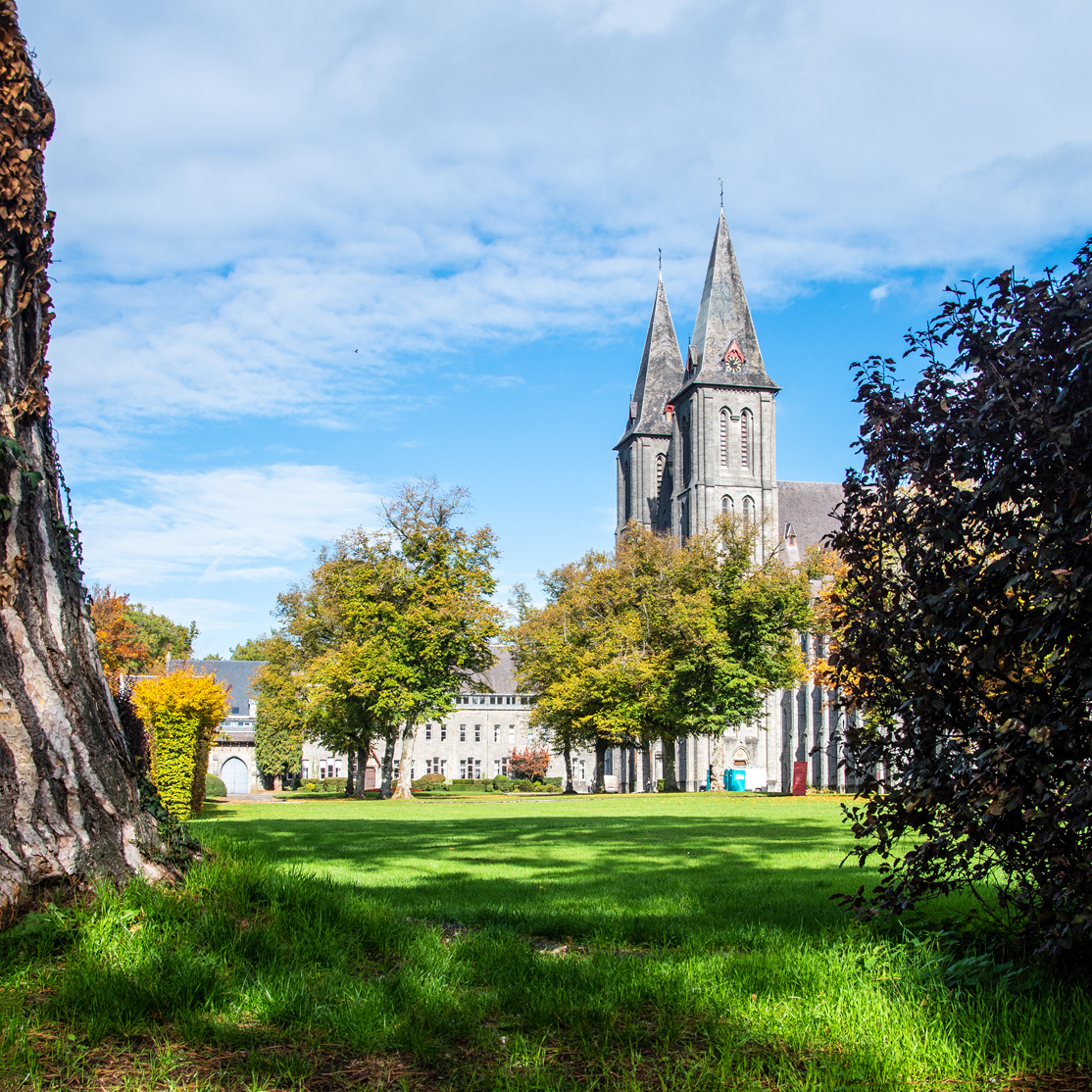
L'esplanade devant l'abbaye
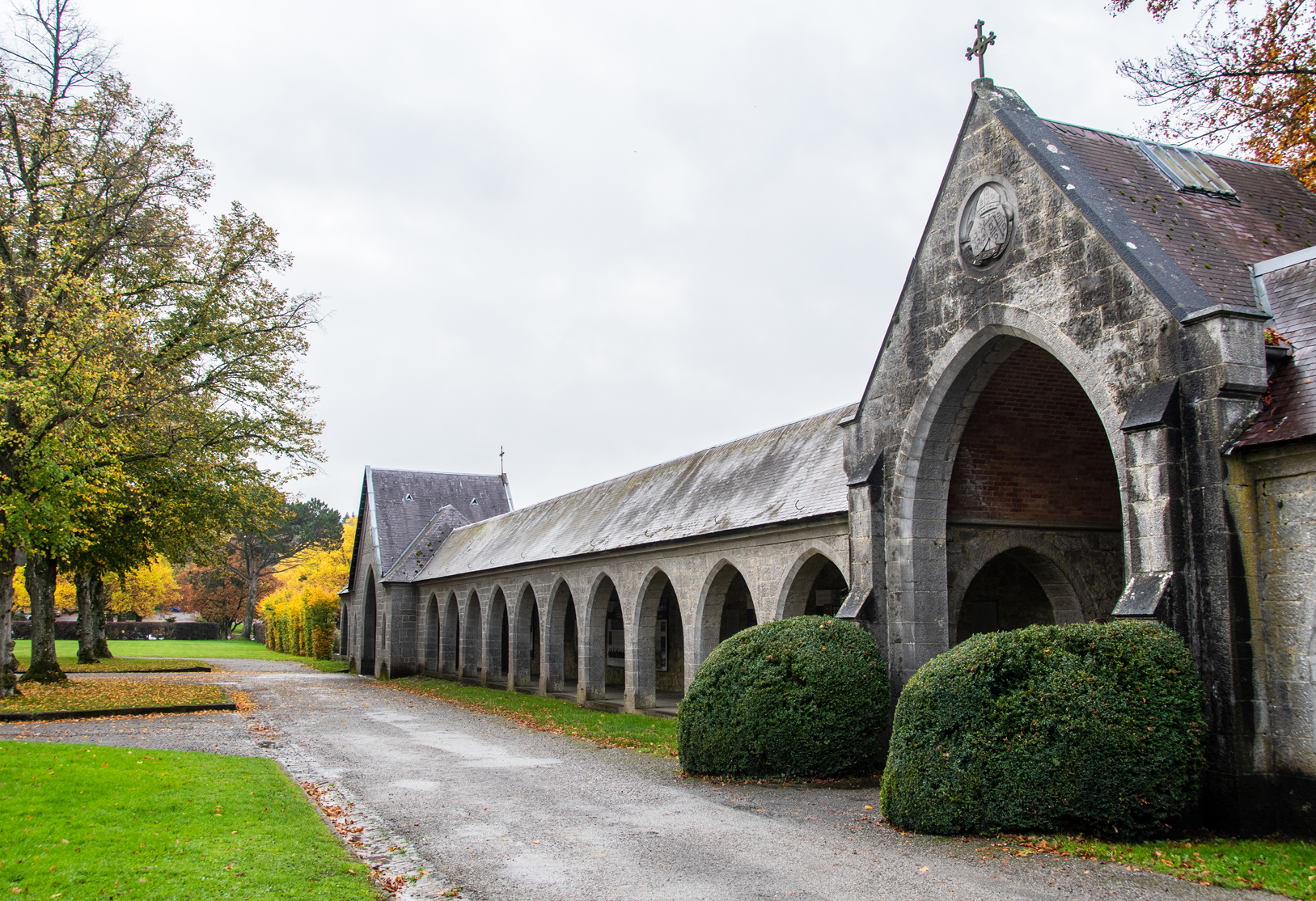
Les arcades et le portique.
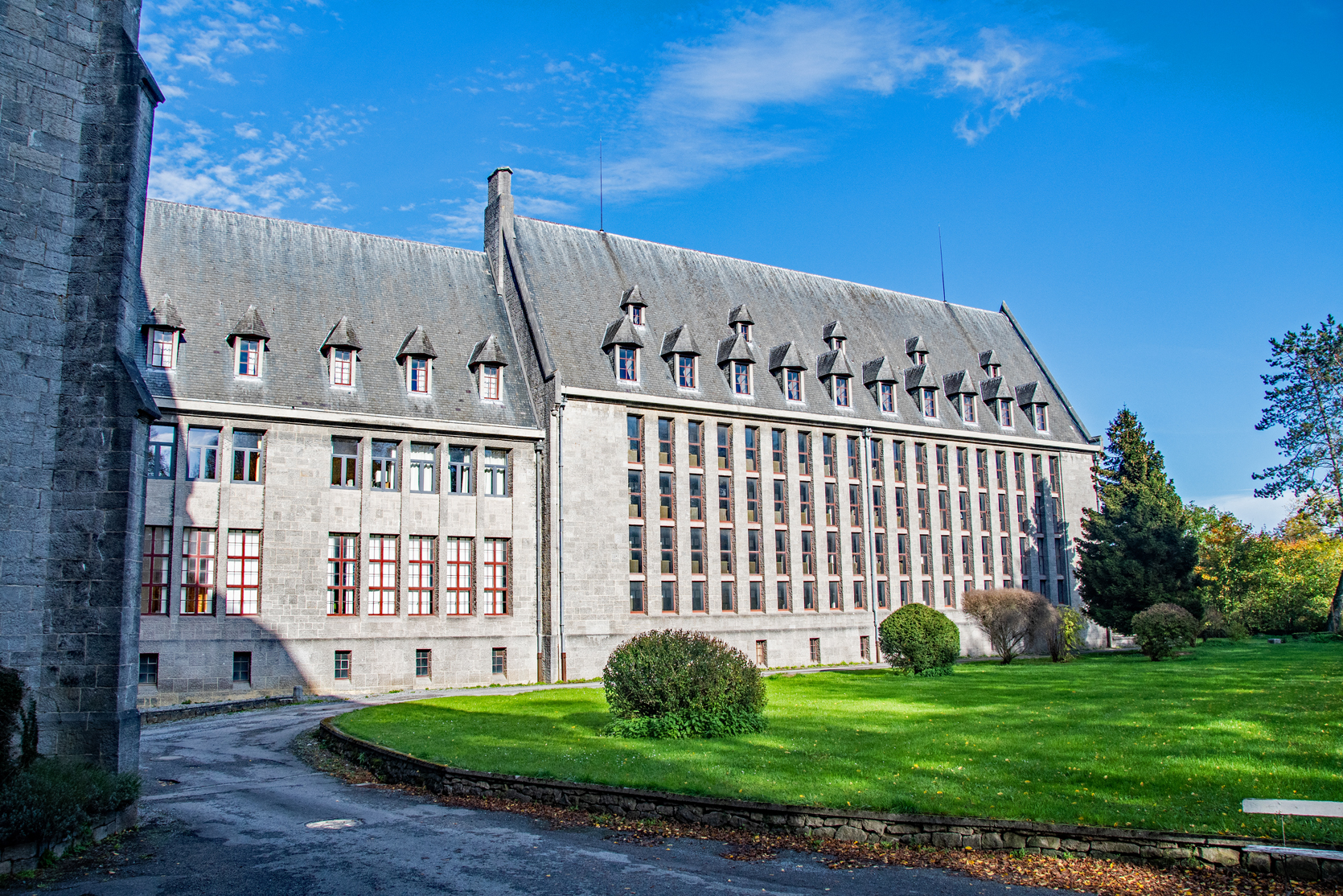
La bibliothèque qui a été construite en 1945[30].
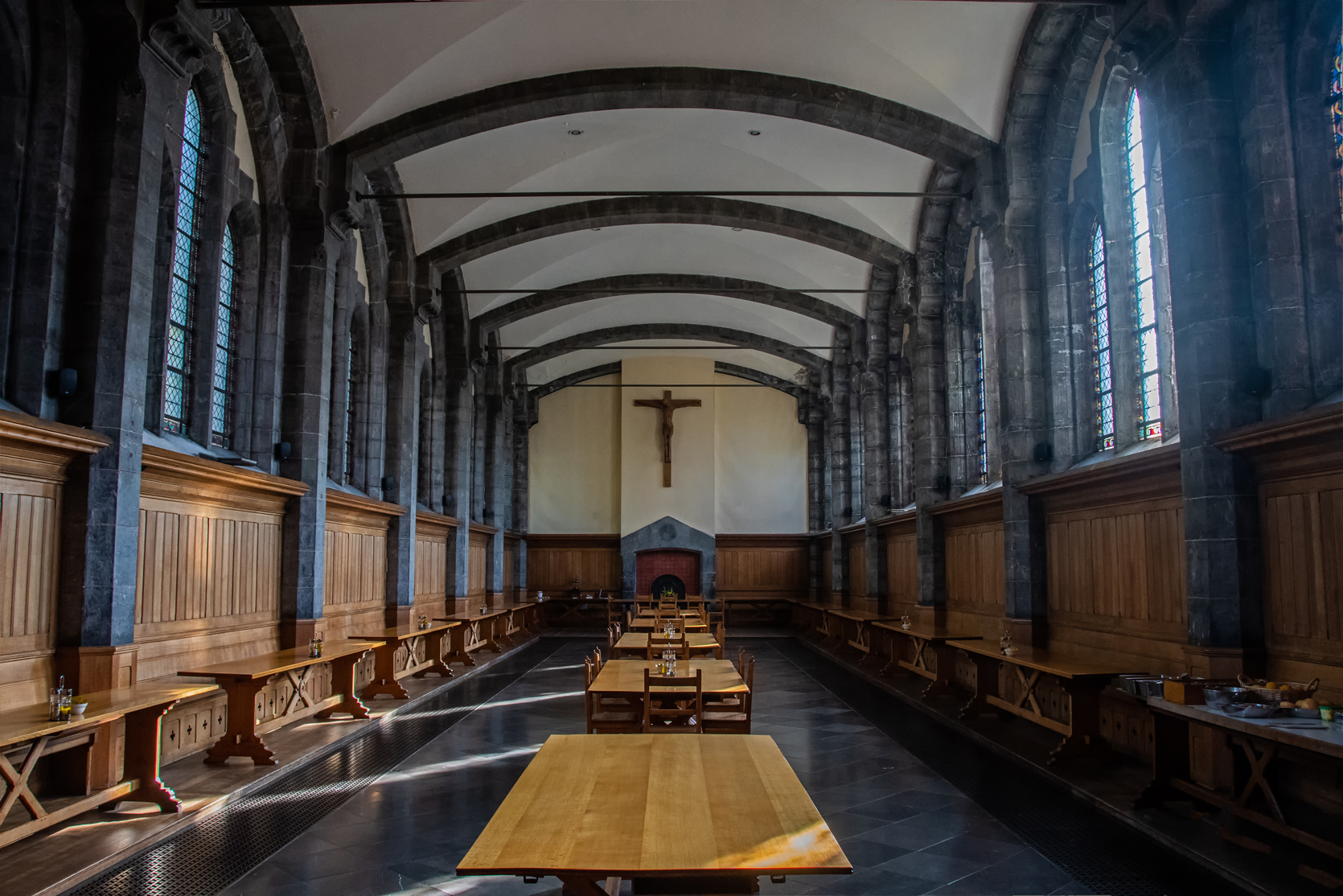
Le réfectoire des moines.
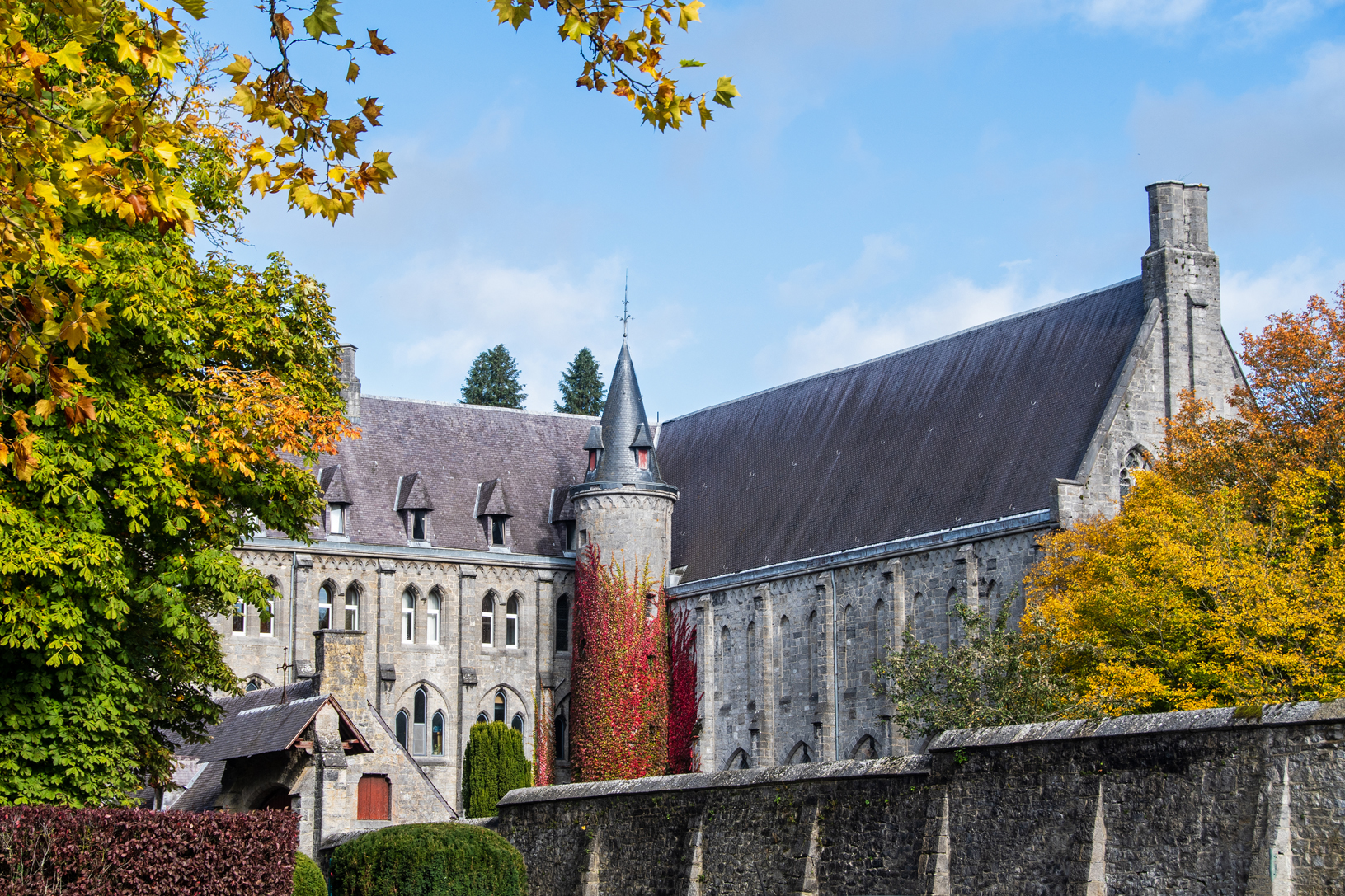
Une partie de l'aile sud qui date de 1873 et 1876[20].
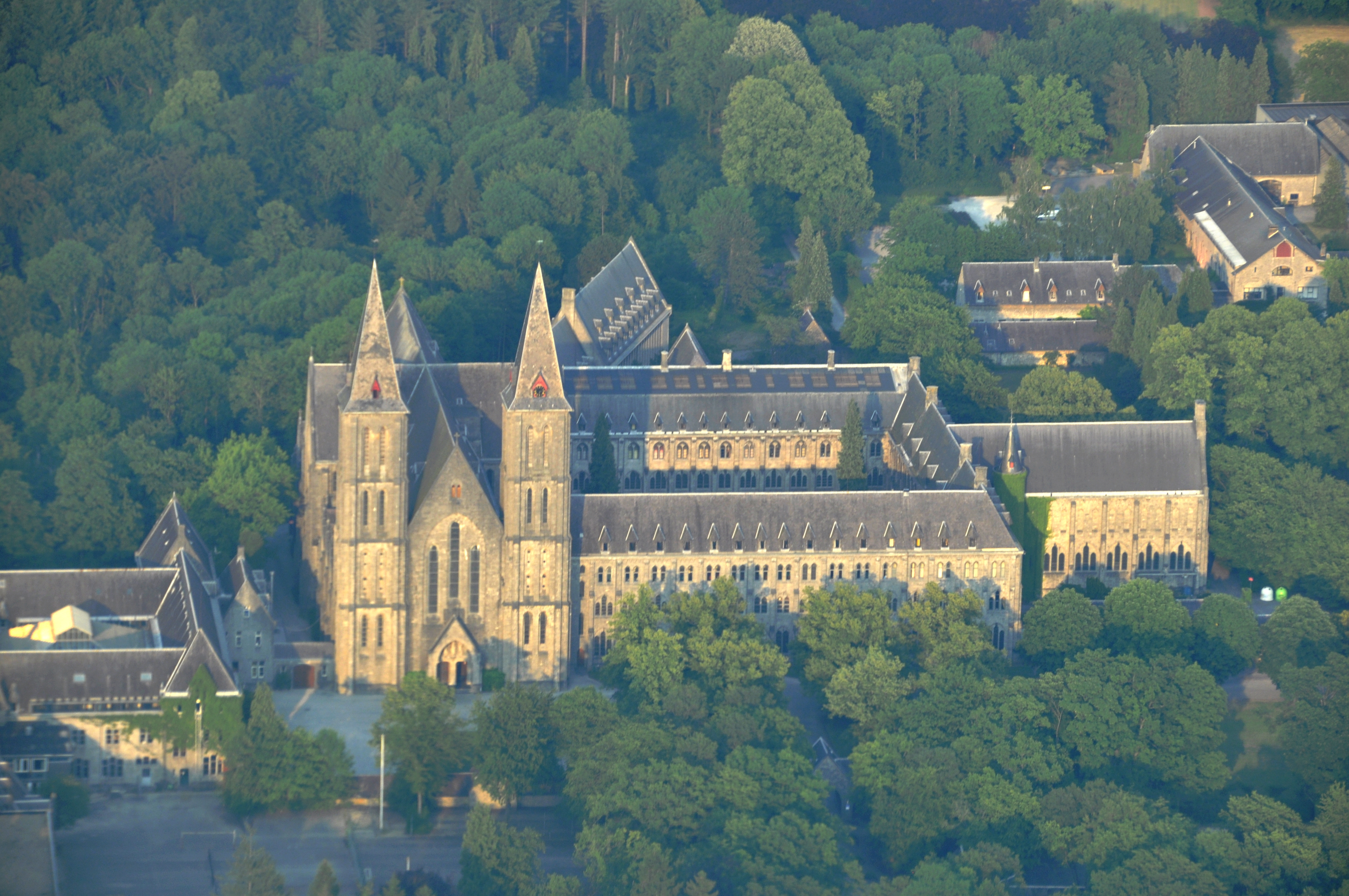
Vue aérienne de l'abbaye.
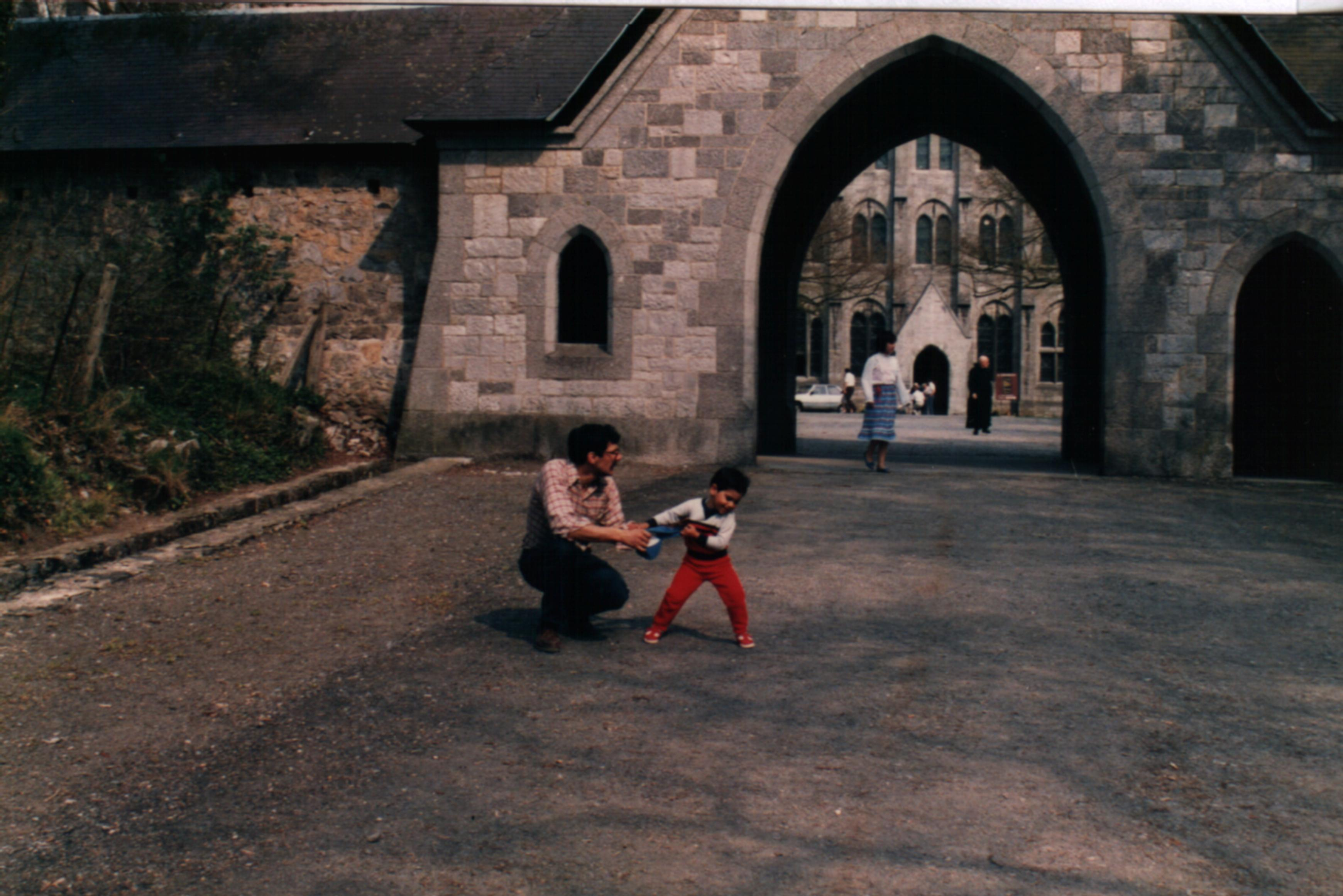
Le site de l'abbaye en 1986.
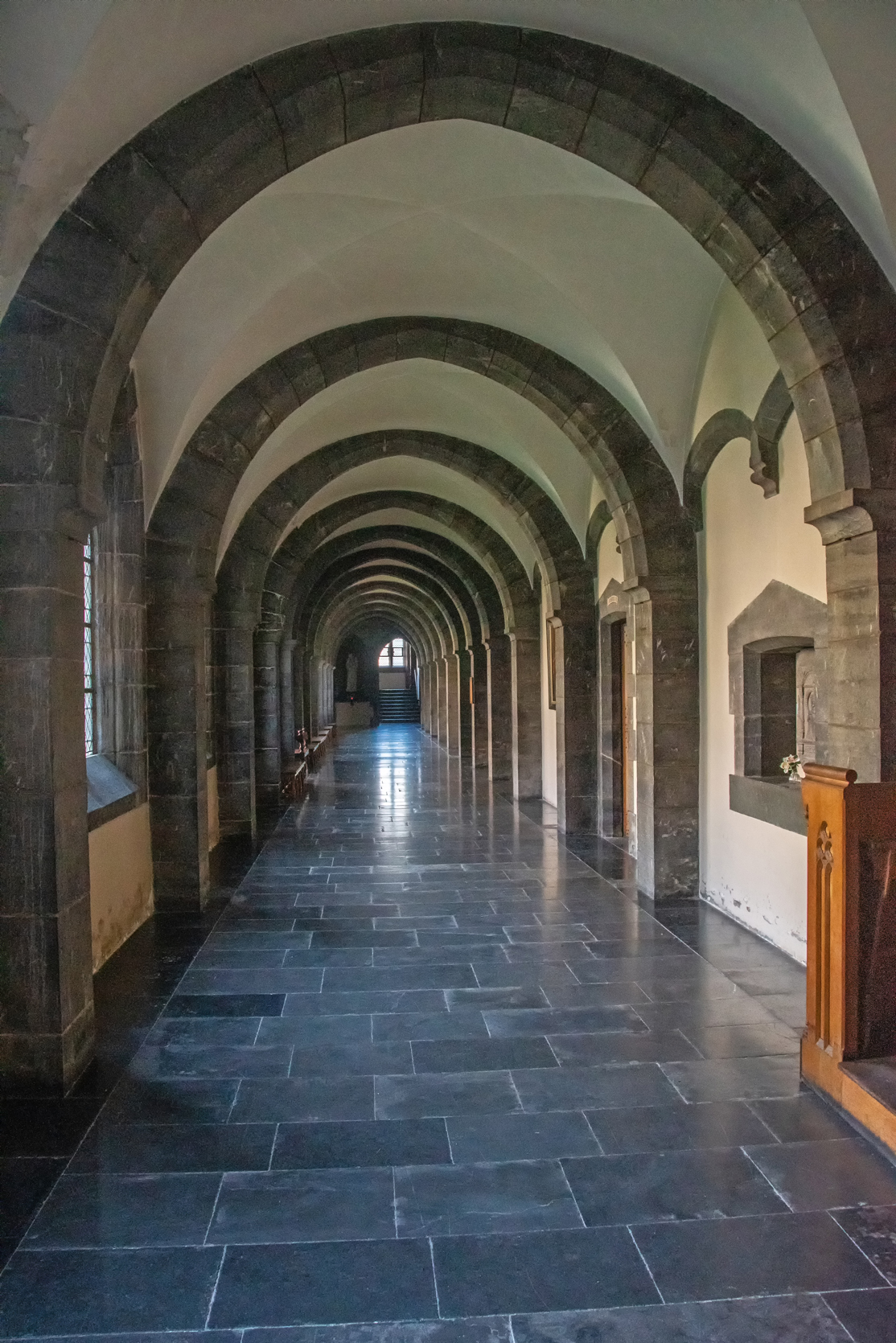
Un couloir du cloître dans l'abbaye.
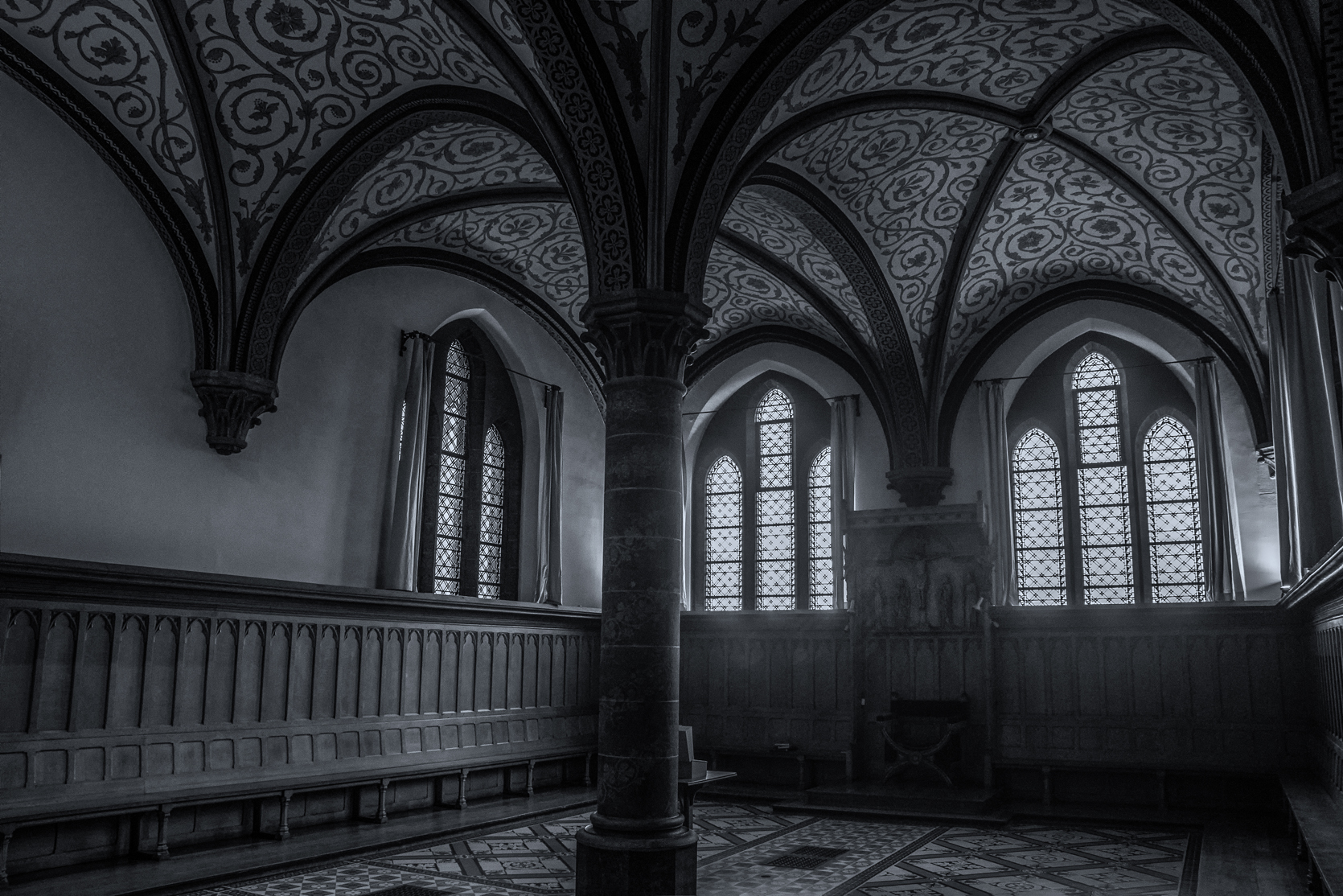
La salle du chapitre.
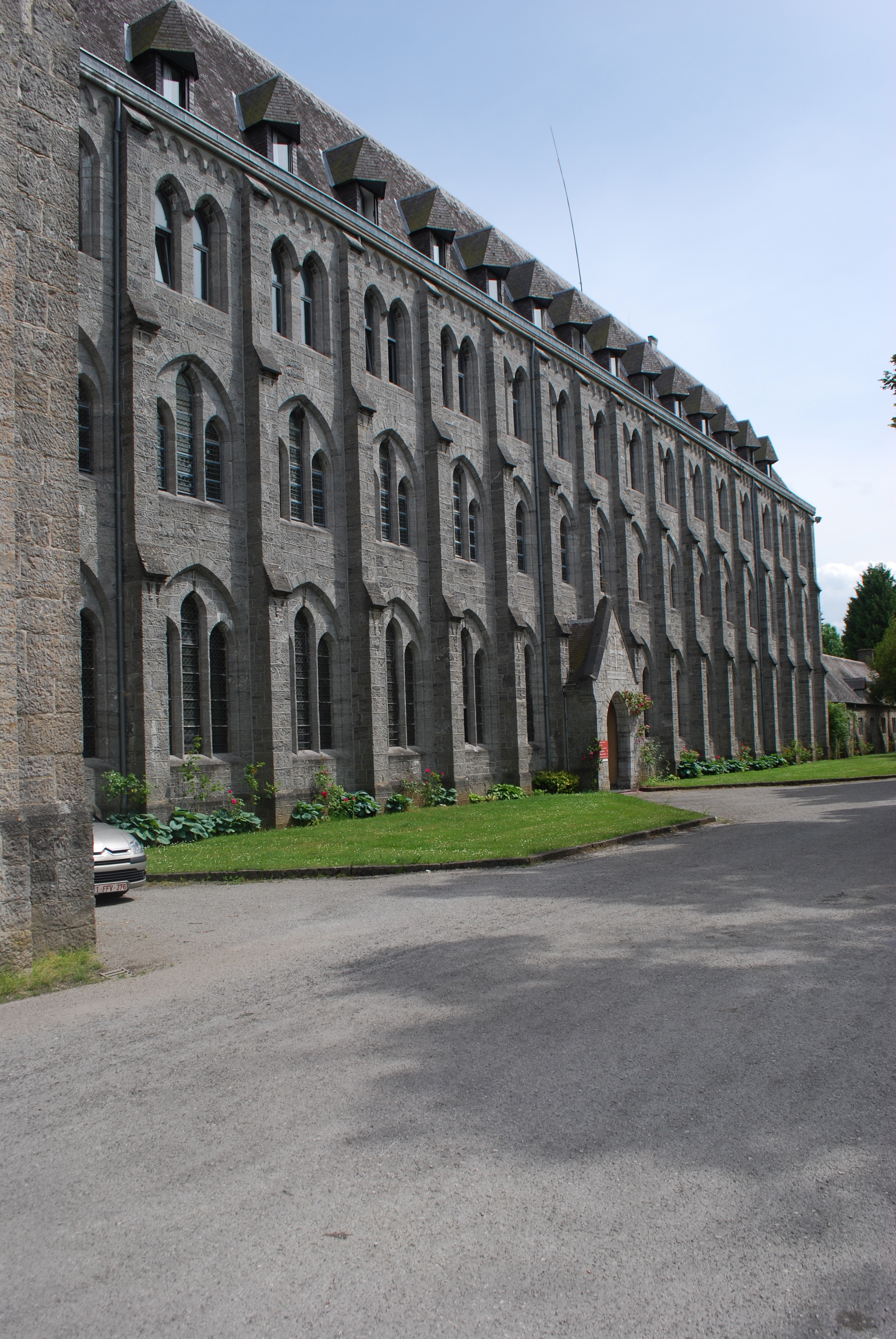
Vue sur l'aile sud de l'abbaye.
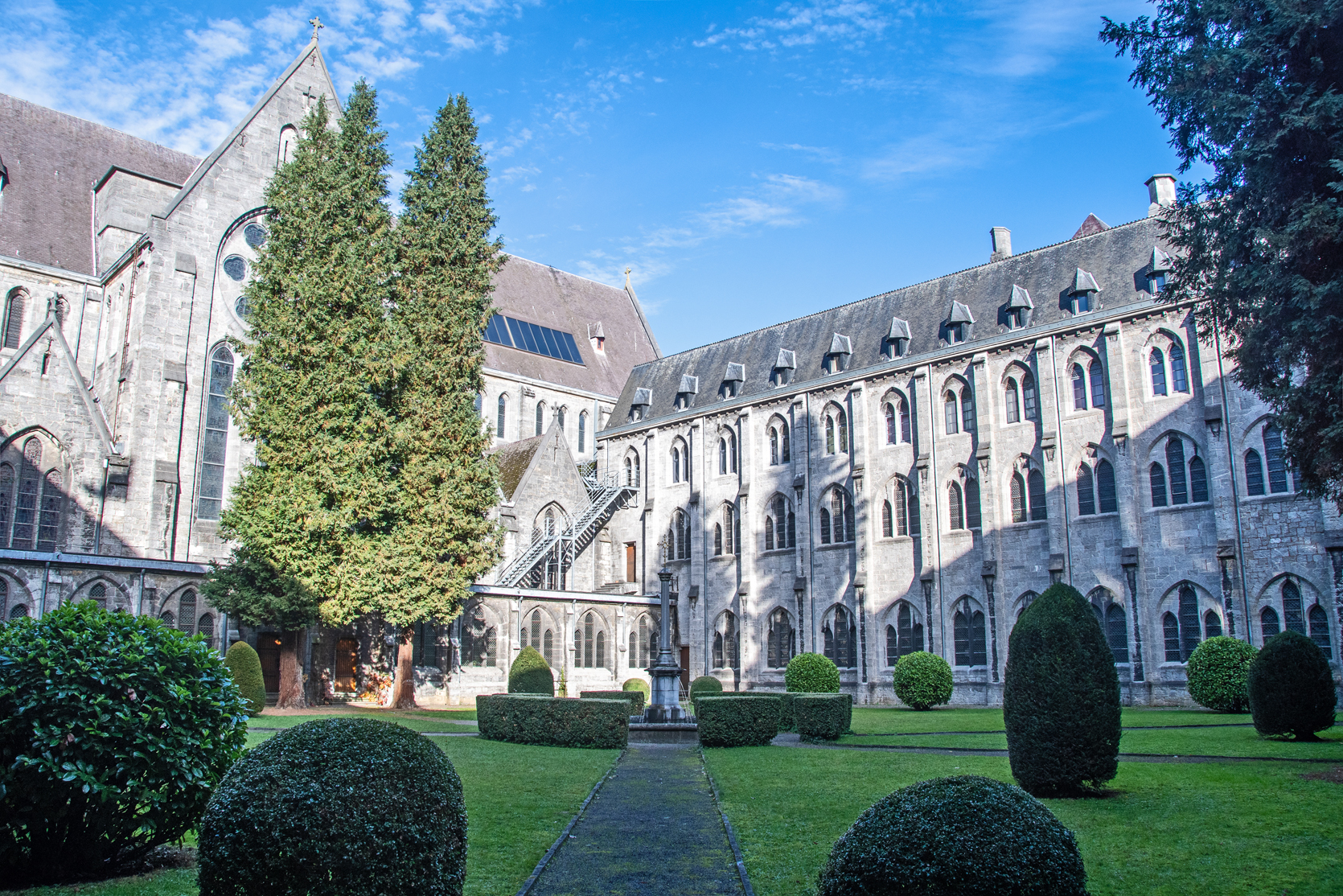
Le jardin vu du cloître.
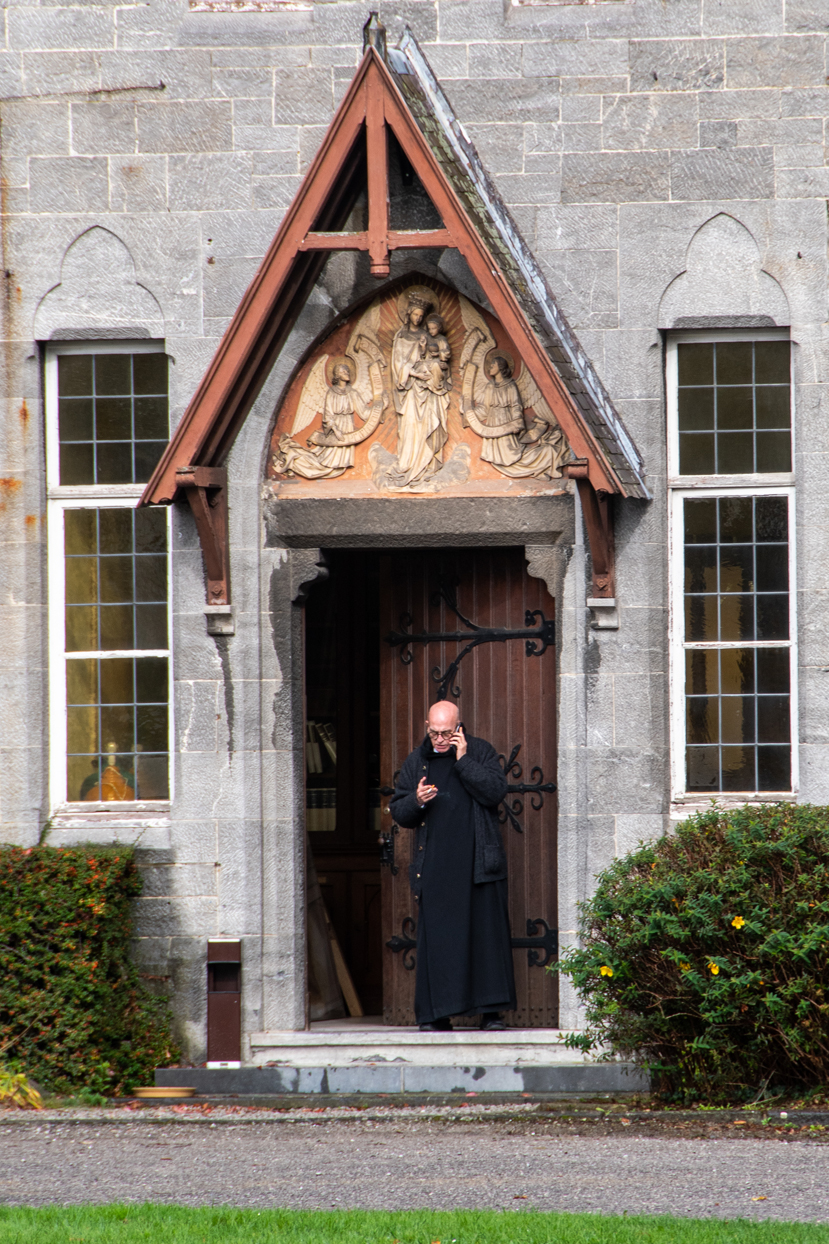
Moine sous le porche d'entrée du collège Saint-Benoît.

## Pour compléter